# يوزف غوبلز
بول يوزف غوبلز (بالألمانية: Paul Joseph Goebbels) (29 أكتوبر 1897 – 1 مايو 1945) هو سياسي ألماني نازي كان الغاولايتر (زعيم المنطقة) لبرلين. ووزير الدعاية للرايخ من عام 1933 إلى عام 1945. كان أحد أقرب شركاء الزعيم النازي أدولف هتلر وأكثرهم تفانيًا وإخلاصًا، وكان معروفًا بمهاراته في التحدث أمام الجمهور ومعاداته الصريحة لليهود، والتي كانت واضحة في وجهات نظره العلنية. وكان يدعو إلى تمييز أكثر قسوة، بما في ذلك إبادة اليهود في الهولوكوست.
حَصل غوبلز، الذي كان يطمح إلى أن يكون مؤلفًا، على درجة الدكتوراه في فقه اللغة من جامعة هايدلبرغ في عام 1921. وانضم إلى الحزب النازي في عام 1924، وعمل مع غريغور شتراسر في الفرع الشمالي للحزب. تم تعيينه رئيسًا لمكتب الحزب في برلين (الغاولايتر) في عام 1926، حيث بدأ يهتم باستخدام الدعاية للترويج للحزب وبرنامجه. بعد استيلاء النازيين على السلطة في عام 1933، سرعان ما سيطرت وزارته على وسائل الإعلام الإخبارية والفنون والمعلومات في ألمانيا النازية. كان بارعًا بشكل خاص في استخدام وسائل الإعلام الجديدة نسبيًا للإذاعة والأفلام لأغراض الدعاية. وتضمنت موضوعات الدعاية الحزبية معاداة اليهود، والهجوم على الكنائس المسيحية، ومحاولة رفع المعنويات (بعد بداية الحرب العالمية الثانية).
في عام 1943، بدأ غوبلز في الضغط على هتلر لإدخال تدابير من شأنها أن تؤدي إلى حربًا شاملة، بما في ذلك إغلاق الأعمال التجارية غير الضرورية لرفع الجهود في الحرب، وتجنيد النساء في القوى العاملة، وتجنيد الرجال في مهن كان قد تم الغائها سابقًا في الفيرماخت «القوات المسلحة الألمانية». أخيرًا عينه هتلر كمفوض للحرب الشاملة في 23 يوليو 1944، حيث اتخذ غوبلز تدابير فاشلة إلى حد كبير لزيادة عدد الأشخاص في مجال تصنيع الأسلحة والفيرماخت.
مع اقتراب نهاية الحرب وواجهت ألمانيا النازية هزيمتها المحتومة، انضمت إليه زوجته، ماغدا غوبلز وأطفاله الستة في برلين. انتقلوا إلى الفوربونكر تحت الأرض، وهو جزء من مخبأ تحت الأرض لهتلر، في 22 أبريل 1945. إنتحر هتلر في 30 أبريل. وفقًا لوصية هتلر، خلفه غوبلز كمستشار لألمانيا؛ خدم يوم واحد في هذا المنصب. وفي اليوم التالي، انتحر غوبلز وزوجته بعد تسميم أطفالهما الستة بالسيانيد.

## النشأة
وُلد بول يوزف غوبلز في 29 أكتوبر 1897 في ريدت، وهي مدينة صناعية جنوب مونشنغلادباخ بالقرب من دوسلدورف. كان والديه من الروم الكاثوليك مع خلفيات عائلية متواضعة. كان والده يدعى فريتز وكان يعمل كاتبًا في مصنع. وكانت والدته كاتارينا ماريا من أم هولندية وأب ألماني وولدت في هولندا في قرية هولندية قريبة من الحدود مع ألمانيا. كان لدى غوبلز خمسة أشقاء: كونراد (1893–1949)، وهانز (1895–1947)، وماريا (1896–1896)، وإليزابيث (1901–1915)، وماريا (1910–1949). التي تزوجت من المخرج الألماني ماكس فيلهيلم كيميتش عام 1938. في عام 1932، نشر غوبلز كتيبًا لشجرة عائلته لدحض الشائعات التي تفيد بأن جدته كانت من أصل يهودي.
خلال فترة الطفولة، عانى غوبلز من اعتلال الصحة، والذي تضمن نوبات طويلة من التهاب الرئتين. كان يعاني من تقوس في قدمه اليمنى، بسبب تشوه خلقي. فقد كانت أصغر وأقصر من قدمه اليسرى. خضع لعملية فاشلة لتصحيحها قبل أن يلتحق لمدرسة النحو.ارتدى غوبلز دعامة معدنية وحذاء خاص بسبب ساقه القصيرة والعرج الذي كان يعاني منه. تم رفضه للخدمة العسكرية في الحرب العالمية الأولى بسبب هذا التشوه.

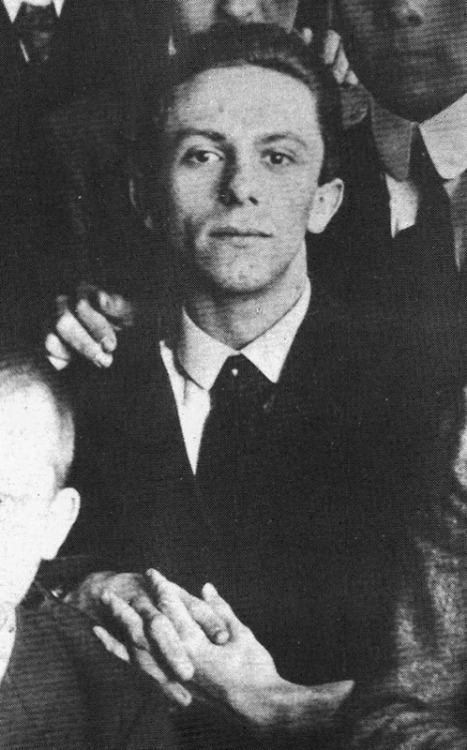
غوبلز بعمر 19 سنة، عام 1916 في صورة الصف الدراسي.

تعلم غوبلز في الثانوية العامة وحصل على شهادة الثانوية للإلتحاق في الجامعة سنة 1917. كان الطالب الأول في فصله، وقد مُنح الشرف التقليدي لكي يكون المتحدث في حفل توزيع الجوائز في مدرسته. كان والديه يأملان في البداية أن يصبح كاهنًا كاثوليكيًا، وذكر غوبلز فيما بعد أنه فكر ودرس رغبة والديه بكل بجدية. بمساعدة منحة دراسية من جمعية ألبرتوس ماغنوس درس غوبلز الأدب والتاريخ في جامعة بون، فورتسبورغ، فرايبورغ وميونيخ. وبحلول ذلك الوقت بدأ غوبلز يبتعد عن الكنيسة.
يعتقد المؤرخون، بما فيهم ريتشارد جي إيفانز وروجر مانفيل، أن ملاحقة غوبلز للنساء طوال حياته ربما كانت كمحاولة تعويض عن إعاقته الجسدية. في فرايبورغ، التقى ووقع في حب أنكا ستالهيرم التي كانت تكبره في ثلاث سنوات. ذهبت إلى فورتسبورغ لمواصلة الدراسة، كما فعل غوبلز نفسه. بحلول عام 1920، انتهت علاقته مع أنكا. ولقد ملأ الانفصال رأس غوبلز بأفكار انتحارية. في عام 1921 كتب رواية كتب رواية شبه سيرة ذاتية، بعنوان ميخائيل، عمل على ثلاثة أجزاء منها ولم يبق منها سوى الجزأين الأول والثالث. شعر غوبلز بأنه يكتب «قصة حياته الخاصة». يُعتقد أن المحتوى والمواد المعادية للسامية عن قائد يتمتع بشخصية كاريزمية تمت إضافتها بواسطة غوبلز قبل وقت قصير من نشر الكتاب، تم نشر الرواية في 1929 عن طريق دار النشر فرانزر ايهر.
في جامعة هايدلبرغ، كتب غوبلز أطروحة الدكتوراه عن فيلهلم فون شوتز، وهو كاتب مسرحي رومانسي مغمور في القرن التاسع عشر. وكان يأمل أن يكتب أطروحته تحت إشراف المؤرخ الأدبي فريدريش غوندولف. ومن الواضح أن غوبلز لم يزعجه أن غوندولف كان يهوديًا. ولكن لم يعد غوندولف مستمر بالتدريس، لذلك قام بتوجيه غوبلز إلى الأستاذ المشارك ماكس فرايهر فون فالدبيرغ. ماكس كان يهودياً كذلك، وهو الذي أوصى غوبلز بكتابة أطروحته عن فيلهلم فون شوتز. وبعد تقديم الأطروحة واجتيازه لامتحانها الشفوي، حصل جوبلز على درجة الدكتوراه في عام 1921. وبحلول عام 1940، قام غوبلز بتأليف 14 كتابًا.
عاد غوبلز إلى المنزل وعمل كمدرس خاص. كما وجد عملاً كصحفي في صحيفة محلية. عكست كتاباته خلال تلك الفترة معاداته المتزايدة للسامية وكراهيته للثقافة الحديثة. في صيف عام 1922، التقى وبدأ علاقة حب مع معلمة في إحدى المدارس تدعى إلسي جانكي. بعد أن كشفت له أنها نصف يهودية، ذكر غوبلز لها «بأنها قد دمرت افتتانه بها». ومع ذلك، استمر في رؤيتها بشكل متقطع حتى عام 1927.
إستمر في المحاولة لعدة سنوات أن يصبح مؤلفًا مشهورًا. قدمت مذكراته، متنفسًا لرغبته في الكتابة، بدأها عام 1923 واستمرت لبقية حياته. أجبره نقص الدخل المادي من أعماله الأدبية (حيث كتب مسرحيتين في عام 1923، ولم يباع أي منهما) على العمل في بورصة الأوراق المالية وكموظف بنك في كولونيا، وهي وظيفة كان يكرهها. تم فصله من البنك في أغسطس 1923 وعاد إلى مسقط رأسه في رايدت. خلال هذه الفترة، قرأ بشغف وتأثر بأعمال أوزوالد سبينجلر، فيودور دوستويفسكي، وهيوستن ستيوارت تشامبرلين الكاتب الألماني المولود في بريطانيا الذي كان كتابه "أسس القرن التاسع عشر (1899)" أحد الأعمال القياسية لليمين المتطرف في ألمانيا. كما بدأ في دراسة تخصص «الدراسات الاجتماعية» وقراءة أعمال كارل ماركس وفريدريك إنجلز وروزا لوكسمبورغ وأوغست بيبل وغوستاف نوسكي. ووفقًا للمؤرخ الألماني بيتر لونجيريش، عكست يوميات غوبلز من أواخر عام 1923 إلى أوائل عام 1924 كتابات رجل كان معزولًا منشغلًا بقضايا «دينية-فلسفية»، وكان يفتقر إلى الشعور بالتوجه السياسي. وتظهر يومياته في منتصف ديسمبر 1923 أن توجه غوبلز كان يتحرك نحو حركة فولكيش القومية.

## غوبلز كعضو في الحزب النازي
إهتم غوبلز لأول مرة بأدولف هتلر والنازية في عام 1924. وفي فبراير 1924، بدأت محاكمة هتلر بتهمة الخيانة في أعقاب محاولته الفاشلة للاستيلاء على السلطة في انقلاب بير هول التي حدثت في الثامن من نوفمبر واستمرت إلى التاسع من نوفمبر في عام 1923. اجتذبت المحاكمة تغطية صحفية واسعة النطاق وأتخذ منها هتلر منصة للدعاية. حُكِم على هتلر بالسجن لمدة خمس سنوات، ولكن أُطلق سراحه في 20 ديسمبر عام 1924، بعد أن قضى أكثر من عام بالقليل. إنجذب غوبلز للحزب النازي في الغالب بسبب كاريزما هتلر والتزامه بمعتقداته. وانضم إلى الحزب النازي في هذا الوقت، ليصبح العضو رقم 8762.
في أواخر عام 1924، عرض غوبلز خدماته لكارل كاوفمان، الذي كان الغاولايتر لمكتب الحزب في منطقة راين رور. جعل كاوفمان غوبلز على إتصال مع جريجور شتراسر، وهو منظم نازي بارز في شمال ألمانيا، والذي وظفه للعمل في صحيفتهم الأسبوعية والقيام بأعمال السكرتيرية لمكاتب الحزب الإقليمية. كما عُيِّن للعمل كمتحدث للحزب وممثل عن منطقتي راينلاند وويستفاليا. أسس ستراسر جمعية العمل الاشتراكية الوطنية في 10 سبتمبر 1925، وهي كانت مجموعة قصيرة العمر مكونة من حوالي اثني عشر من موظفي الغاولايتر من شمال وغرب ألمانيا. وأصبح غوبلز مدير أعمالها ورئيس تحرير مجلتها نصف الأسبوعية بعنوان "أن اس-بريفه". كان لأعضاء فرع ستراسر الشمالي من الحزب النازي، بما في ذلك غوبلز، نظرة اشتراكية أكثر من مجموعة هتلر المنافسة في ميونيخ. اختلف شتراسر مع هتلر على أجزاء كثيرة من برامج الحزب، وفي نوفمبر 1926 بدأ العمل على مراجعة وتنقيح هذه الاجزاء من الحزب.
نظر هتلر إلى إجراءات شتراسر باعتبارها تهديدًا لسلطته، واستدعى 60 غاولايترات وقادة الحزب، بما في ذلك غوبلز، إلى مؤتمر خاص في بامبرج، في جاو يوليوس شترايخر في فرنكونيا حيث ألقى خطابًا لمدة ساعتين يرفض فيه برنامج شتراسر السياسي الجديد. عارض هتلر الميول الاشتراكية للجناح الشمالي، قائلاً إن ذلك سيعني «البلشفية السياسية لألمانيا». علاوة على ذلك، انه لن يكون هناك «أمراء، فقط ألمان»، ونظام قانوني بدون «نظام استغلال يهودي ... لنهب شعبنا». سيتم تأمين المستقبل من خلال الحصول على الأراضي، ليس من خلال مصادرة ممتلكات النبلاء السابقين، ولكن من خلال استعمار الأراضي في الشرق. كان غوبلز مرعوبًا من وصف هتلر للاشتراكية بأنها «خُلق يهودي» وتأكيده على أن الحكومة النازية لن تصادر الملكية الخاصة. وكتب في مذكراته: «لم أعد أؤمن تمامًا بهتلر. هذا هو الأمر الفظيع: لقد سَحبتُ دعمي الداخلي».
بعد قرائته لكتاب هتلر «كفاحي»، وجد غوبلز نفسه يوافق على تأكيد هتلر على «العقيدة اليهودية الماركسية». وفي فبراير 1926 ألقى جوبلز خطابا بعنوان «لينين أو هتلر؟» حيث أكد أن الشيوعية أو الماركسية لا تستطيع إنقاذ الشعب الألماني، لكنه يعتقد أنها ستؤدي إلى قيام «دولة قومية اشتراكية» في روسيا. في عام 1926، نشر غوبلز كتيبًا بعنوان "نازي-سوتسي" حاول أن يشرح فيه كيف اختلفت الاشتراكية الوطنية عن الماركسية.
على أمل الفوز على المعارضة، رتب هتلر لقاء في ميونيخ مع ثلاثة من كبار منطقة الرور الكبرى، بما في ذلك غوبلز. أُعجب غوبلز بهتلر عندما أرسل هتلر سيارته الخاصة لنقلهم من محطة سكة الحديد. في ذلك المساء ألقى كل من هتلر وغوبلز خطابًا في تجمع بيير هال. وفي اليوم التالي، مَدَّ هتلر يده للمصالحة مع الرجال الثلاثة، وشجعهم على وضع خلافاتهم وراءهم. إستسلم غوبلز تمامًا، حيث قدم لهتلر ولائه التام. وكتب في مذكراته: «أنا أحبه ... لقد فكر في كل شيء»، «مثل هذا العقل المتألق يمكنه أن يكون قائدي. انني انحني للأكبر، للعبقري السياسي». وكتب لاحقًا: «أدولف هتلر، أحبك لأنك عظيم وبسيط في نفس الوقت. وانت ما يسميه المرء عبقري». نتيجة لاجتماعات ميونيخ، تم تجاهل مشروع شتراسر الجديد جمعية العمل الاشتراكي الوطني. وتم الإبقاء على البرنامج الوطني الاشتراكي الأصلي لعام 1920 دون تغيير، وتم تعزيز موقع هتلر كزعيم للحزب بشكل كبير.

## الدعاية في برلين
بناء على دعوة من هتلر، تحدث غوبلز في اجتماعات الحزب في ميونيخ وفي المؤتمر السنوي للحزب، الذي عقد في فايمار عام 1926. بالنسبة لحدث العام التالي، شارك غوبلز في التخطيط لأول مرة. حيث رتب هو وهتلر لتصوير المسيرات والاجتماعات الحزبية. أدى تلقي الثناء على أدائه الجيد في هذه الأحداث إلى قيام غوبلز لتشكيل أفكاره السياسية لتتناسب مع أفكار هتلر، وزيادة الإعجاب به وتعظيمه.

### الغاولايتر لبرلين
عُرِضَ على غوبلز لأول مرة منصب مدير مكتب الحزب في برلين في أغسطس 1926. وسافر إلى برلين في منتصف سبتمبر وقبل منتصف أكتوبر قَبِلَ المنصب. وهكذا كانت خطة هتلر لتفكيك وحل مجموعة الحزب في شمال غرب ألمانيا التي خدم فيها غوبلز تحت قيادة جريجور شتراسر ناجحة. أعطى هتلر غوبلز سلطة كبيرة في المنطقة التي عينه فيها، مما سمح له بتحديد مسار التنظيم والقيادة للجاو. وتم منحه السيطرة على كتيبتي العاصفة (SA) والشوتزشتافل (SS) المحلية وكان لا يتواصل الا مع هتلر. بلغ عدد أعضاء الحزب حوالي 1,000 عندما وصل غوبلز، وقام بتقليصهم إلى 600 عضو من أكثر الأعضاء نشاطاً وموعدةً بعد عدة اختبارات. ولجمعِ الأموال، فرض رسوم العضوية وبدأ في فرض رسوم على الدخول إلى اجتماعات الحزب. إدراكًا لقيمة الدعاية (الإيجابية والسلبية على حد سواء)، أثار عمداً معارك في قاعات المؤتمرات ومشاجرات في الشوارع، بما في ذلك الهجمات العنيفة على أعضاء ومقرات الحزب الشيوعي الألماني. قام غوبلز بتكييف التطورات الأخيرة في الإعلانات التجارية مع المجال السياسي، بما في ذلك استخدام الشعارات الجذابة والإشارات المموهة. تضمنت أفكاره الجديدة لتصميم الملصقات، استخدام الخط الكبير والحبر الأحمر والعناوين المبهمة التي شجعت القارئ على قراءة السطور الصغيرة لتحديد المعنى المراد.
مِثل هتلر، تدرب غوبلز على مهاراته في الحديث امام الجمهور أمام المرآة. وكانت تسبق اجتماعات الحزب مسيرات احتفالية وغناء، وزُينت الأماكن باللافتات الحزبية. وتم توقيت دخوله (دائمًا تقريبًا متأخرًا) لتحقيق أقصى قدر من التأثير العاطفي. عادةً ما كان غوبلز يخطط بدقة لخطاباته مسبقًا، باستخدام حركات وإيماءات مخططة سابقًا ومصممة مسبقًا، لكنه كان أيضًا قادرًا على الإرتجال وتكييف عرضه التقديمي لإجراء تواصل جيد مع جمهوره. إستخدم مكبرات الصوت واللهب المُزخرف والزي الرسمي والمسيرات لجذب الانتباه إلى خُطَبهِ.
أدى تكتيك غوبلز المتمثل من استخدام العبارات الاستفزازية للفت الانتباه إلى الحزب النازي، إلى جانب العنف في اجتماعات ومظاهرات الحزب العامة، إلى قيام شرطة برلين بحظر الحزب النازي من المدينة في 5 مايو 1927. استمرت حوادث العنف، بما في ذلك الشباب النازيين الذين يهاجمون اليهود عشوائيًا في الشوارع. وتعرض غوبلز لحظر من التحدث أمام الجمهور حتى نهاية أكتوبر. خلال هذه الفترة، أسس غوبلز صحيفة دير أنغريف (الهجوم)، كوسيلة دعائية للحزب في منطقة برلين. حيث لم يؤيد الحزب سوى القليل هناك، فكانت صحيفة ذات طراز حديث ولهجة عدوانية. في مرحلة ما، كانت هناك 126 قضية تشهير معلقة ضد غوبلز. ولخيبة أمله، كان توزيع الصحيفة في البداية 2000 نسخة فقط. لان المواد الموجودة في الصحيفة كانت معادية للغاية للشيوعية ومعادية للسامية. وكان من بين الأهداف المفضلة التي تستهدفها الصحيفة هو نائب رئيس شرطة برلين برنهارد فايس اليهودي. لَقبهُ غوبلز بلقب مهين "ايزيدور" وأخضعه لحملة لا هوادة فيها من معاداة السامية على أمل إثارة ردة فعل وحملة قمع يمكن أن يستغلها بعد ذلك.
استمر غوبلز في محاولة اقتحام العالم الأدبي، مع نشر نسخة منقحة من روايته "ميخائيل" أخيرًا، وانتاج غير ناجح لمسرحيتيه (المتجول و البذور). وكانت "البذور" محاولته الأخيرة للكتابة المسرحية. خلال هذه الفترة في برلين كان لديه علاقات مع العديد من النساء، بما في ذلك عشيقته القديمة أنكا ستالهيرم، التي كانت متزوجة الآن ولديها طفل صغير. كان سريعًا في الوقوع في الحب، لكنه يسئم من العلاقة بسرعة وينتقل إلى امرأة جديدة. ولقد كان قلقًا أيضًا بشأن كيفية تأثير علاقاته الشخصية الملتزمة على حياته المهنية.

### انتخابات عام 1928

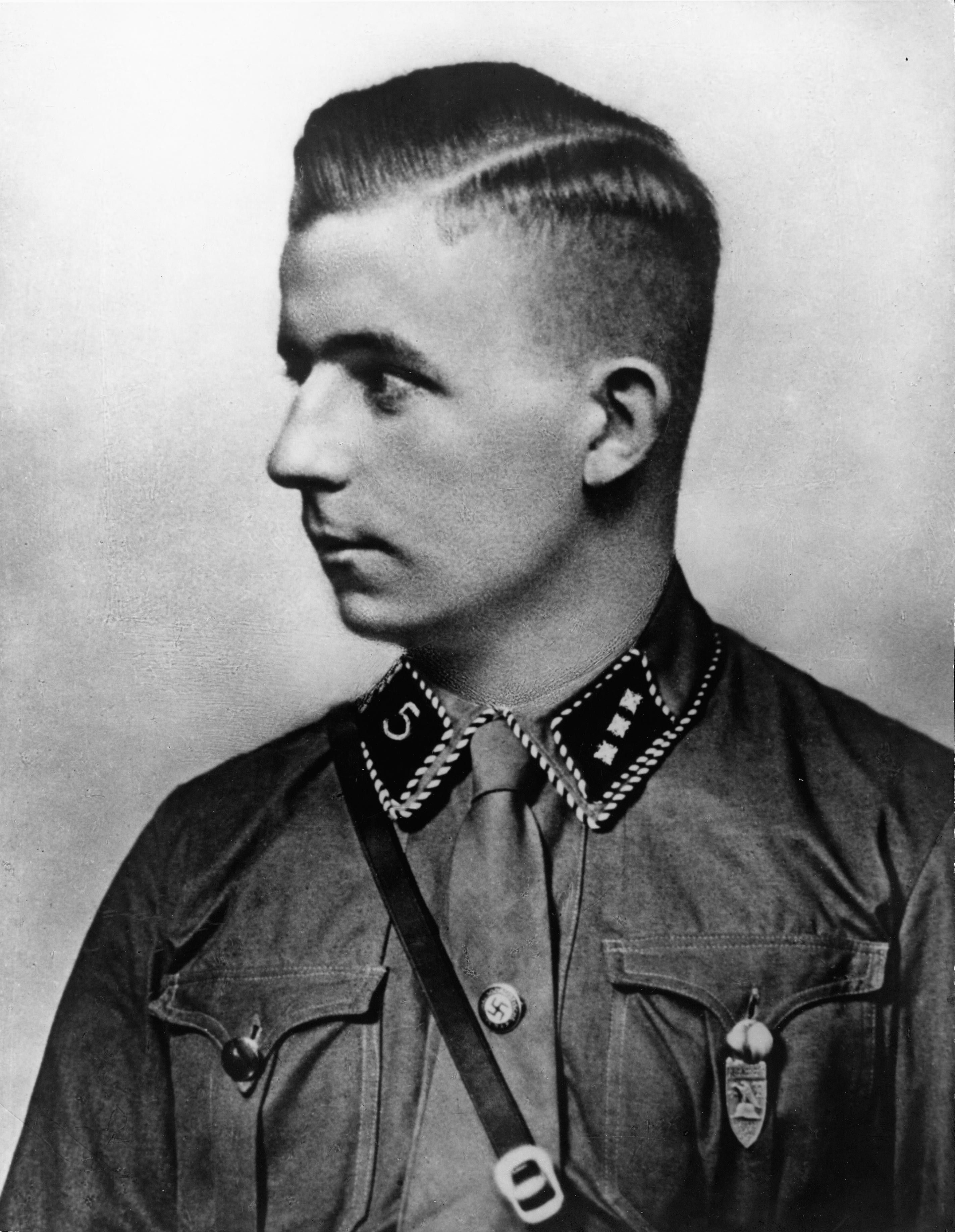
استخدم غوبلز وفاة هورست فيسيل (في الصورة) عام 1930 كأداة دعائية ضد الشيوعيين.

تم رفع الحظر المفروض على الحزب النازي قبل انتخابات الرايخستاغ في 20 مايو 1928. فقد الحزب النازي ما يقرب من 100 ألف ناخب وحصل على 2.6% فقط من الأصوات على مستوى البلاد. وكانت النتائج في برلين أسوأ من ذلك، حيث حصلت على 1.4% فقط من الأصوات. كان غوبلز واحدًا من 12 عضوًا في الحزب فازوا في انتخابات الرايخستاغ. وقد منحه هذا الحصانة من الملاحقة القضائية لقائمة طويلة من التهم المُعلقة، بما في ذلك حُكم بالسجن لمدة ثلاثة أسابيع لإهانته نائب رئيس شرطة برلين برنهارد فايس. ولكن قام الرايخستاغ بتغيير لوائح الحصانة في فبراير 1931، واضطر غوبلز إلى دفع غرامات لتسوية القضايا التشهيرية التي رُفعت عليه أثناء عمله في صحيفة دير أنغريف على مدار العام السابق. استمر انتخاب غوبلز لعضوية الرايخستاغ في كل انتخابات لاحقة خلال انظمة الفايمار والنازيين.
إنتقد جريجور شتراسر بشدة فشل غوبلز في جذب الناخبين للحزب النازي، في صحيفته (صحيفة عمال برلين). ومع ذلك، كان أداء الحزب ككل أفضل بكثير في المناطق الريفية، حيث اجتذب ما يصل إلى 18٪ من الأصوات في بعض المناطق. ويرجع ذلك جزئيًا إلى أن هتلر قد صرح علنًا قبل الانتخابات بقليل أن النقطة 17 من دستور الحزب، والتي تنص على مصادرة الأراضي دون تعويض، ستنطبق فقط على السماسرة اليهود وليس على ملاك الأراضي من القطاع الخاص. بعد الانتخابات، أعاد الحزب تركيز جهوده في محاولة لجذب المزيد من الأصوات في القطاع الزراعي. في مايو، بعد فترة وجيزة من الانتخابات، نظر هتلر في تعيين غوبلز كرئيس للدعاية في الحزب. لكنه تردد، لأنه كان يخشى أن تؤدي إزالة جريجور شتراسر من المنصب إلى انقسام في الحزب. اعتبر غوبلز نفسه مناسبًا تمامًا لهذا المنصب، وبدأ في صياغة أفكار حول كيفية استخدام الدعاية في المدارس ووسائل الإعلام.
بحلول عام 1930 كانت برلين ثاني أكبر قاعدة دعم للحزب بعد ميونيخ. في ذلك العام أدى العنف بين النازيين والشيوعيين إلى إطلاق النار على أحد قادة كتيبة العاصفة «هورست فيسل» برصاص اثنين من أعضاء الحزب الشيوعي الألماني. توفي في وقت لاحق في المستشفى. استغلالًا لموته، حوله غوبلز إلى شهيد للحركة النازية. وأعلن رسميًا أن مسيرة فيسل "فيسل ارفع العلم"، أعيدت تسميتها باسم هورست فيسل ليد، ليصبح النشيد الرسمي للحزب.

### الكساد الكبير
أثر الكساد الكبير بشكل كبير على ألمانيا وبحلول عام 1930 كانت هناك زيادة كبيرة في البطالة. خلال هذا الوقت، بدأ الأخوين شتراسر في نشر صحيفة يومية جديدة في برلين، عنوانها "الاشتراكية الوطنية". مثل منشوراتهم الأخرى، نقلت هذه النسخة الاراء النازية الخاصة بالإخوة، بما في ذلك القومية ومعاداة الرأسمالية والإصلاح الاجتماعي ومعاداة الغرب. اشتكى غوبلز لهتلر بشدة من صحف ستراسر المتنافسة، واعترف بأن نجاحها تسبب في دفع صُحفه في برلين إلى الهاوية.  في أواخر أبريل 1930، أعلن هتلر علنًا وبحزمٍ معارضته لجريجور شتراسر وعين غوبلز ليحل محله كرئيس الدعاية للحزب النازي. كان من أولى أعمال غوبلز حظر النسخة المسائية من صحيفة شتراسر "الاشتراكية الوطنية".  تم منح غوبلز أيضًا السيطرة على الصحف النازية الأخرى في جميع أنحاء البلاد، بما في ذلك صحيفة فولكشر بيوباختر. كان لا يزال يتعين عليه الانتظار حتى 3 يوليو لكي يعلن شتراسر وأنصاره أنهم سيغادرون الحزب النازي. وعند تلقي الأخبار، شعر غوبلز بالارتياح لأن "الأزمة" مع عائلة ستراسر انتهت أخيرًا وكان سعيدًا لأن أوتو ستراسر فقد كل قوته.
في 27 مارس 1930، أدى التدهور السريع للاقتصاد إلى استقالة الحكومة الائتلافية التي تم انتخابها عام 1928. وعين السياسي بول فون هيندنبورغ هاينريش برونينج مستشارًا. تم تشكيل حكومة جديدة، واستخدم بول فون هيندنبورغ سلطته كرئيس للدولة من خلال مراسيم الطوارئ. تولى غوبلز مسؤولية الحملة الوطنية للحزب النازي لإنتخابات الرايخستاغ التي بدأت في 14 سبتمبر 1930. تم تنفيذ الحملات على نطاق واسع، حيث عُقدت آلاف الاجتماعات والخطب في جميع أنحاء البلاد. ركزت خطابات هتلر على إلقاء لوم المشاكل الاقتصادية التي تعاني منها البلاد على جمهورية فايمار، ولا سيما التزامها بشروط معاهدة فرساي، التي تطلب تعويضات الحرب والتي أثبتت بأنها مدمرة للاقتصاد الألماني. واقترح مجتمع ألماني جديد قائم على العرق والوحدة الوطنية. فاجئ النجاح في الانتخابات هتلر وغوبلز بانفسهم على نحو صادم حيث حصل الحزب على 6.5 مليون صوت على مستوى البلاد وحصل على 107 مقاعد في الرايخستاغ، مما جعله ثاني أكبر حزب في البلاد.

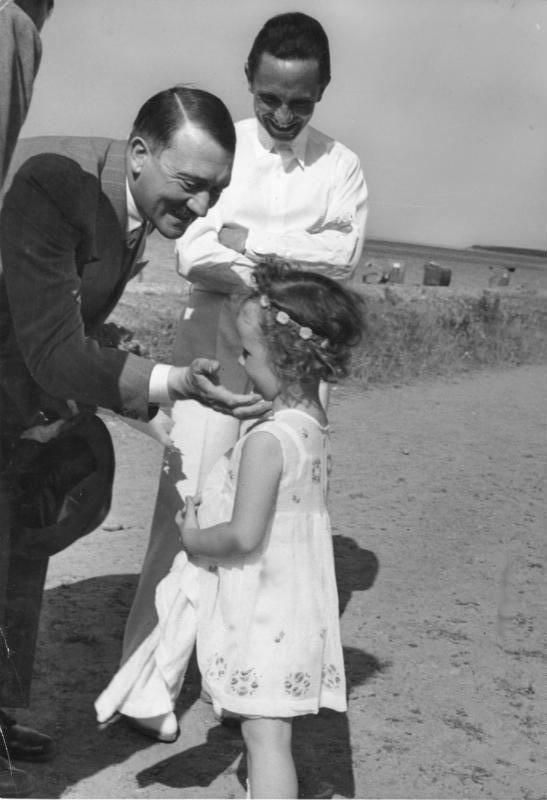
غوبلز وابنته هيلغا مع أدولف هتلر في هيليغيندام

في أواخر عام 1930، التقى جوبلز بماغدا كواندت، وهي امرأة مطلقة انضمت إلى الحزب قبل بضعة أشهر. عملت كمتطوعة في مكاتب الحزب في برلين، لمساعدة غوبلز في تنظيم أوراقه الخاصة. وسرعان ما أصبحت شُقتها الواقعة في الرايخ كانتسلر بلاتس مكانًا مفضلاً للقاء هتلر وغيره من مسؤولي الحزب النازي. تزوجها غوبلز في 19 ديسمبر 1931. في الكنيسة البروتستانتية. وكان هتلر هو الإشبين لغوبلز.
نظم غوبلز، في دورتين انتخابيتين أخريين أجريتا في عام 1932، حملات ضخمة شملت المسيرات والحشود والاستعراضات وخطب وعدة سفرات له ولهتلر في جميع أنحاء البلاد بالطائرة مع شعار «الفوهرر فوق ألمانيا». كتب جوبلز في مذكراته أن النازيين يجب أن يصلوا إلى السلطة ويدمروا الماركسية. وقام بالعديد من الجولات الخطابية خلال هذه الحملات الانتخابية ونشر بعض خطاباتهم على أسطوانات الفونوغراف وفي شكل كتيبات. شارك غوبلز أيضًا في إنتاج مجموعة صغيرة من الأفلام الصامتة التي يمكن عرضها في اجتماعات الحزب، على الرغم من أنه لم يكن لديهم حتى الآن ما يكفي من المعدات لاستخدام هذه الوسيلة على نطاق واسع. استخدمت العديد من ملصقات حملة جوبلز صورًا عنيفة مثل رجل عملاق نصف عارِ يدمر المعارضين السياسيين أو غيرهم من الأعداء المتصورين مثل "التمويل العالي الدولي". كانت دعاياته تصف المعارضة بأنها مجرمو نوفمبر، أو ساحبي الأسلاك اليهود، أو التهديد الشيوعي. استمر الدعم للحزب في النمو، ولكن لم تؤد أي من هذه الانتخابات إلى تشكيل حكومة أغلبية. وفي محاولة لتحقيق الاستقرار في البلاد وتحسين الظروف الاقتصادية، عين هيندنبورغ هتلر كمستشار للرايخ في 30 يناير 1933.
للاحتفال بتعيين هتلر في منصب المستشار، نظم غوبلز موكب في برلين في ليلة 30 يناير لما يقدر بـ 60 ألف رجل، العديد منهم يرتدون الزي الرسمي لكتيبتي العاصفة والشوتزشتافل. تم تغطية المشهد ببث إذاعي مباشر على الهواء، بتعليق من عضو الحزب القديم ووزير الطيران المستقبلي هيرمان غورينغ.
أصيب غوبلز بخيبة أمل لعدم إعطائه منصبًا في حكومة هتلر الجديدة. حيث تم تعيين برنهارد رست وزيراً للثقافة، وهو المنصب الذي كان غوبلز يتوقع بأن يحصل عليه. مثل المسؤولين الآخرين في الحزب، كان على غوبلز التعامل مع أسلوب قيادة هتلر في إعطاء أوامر متناقضة لمرؤوسيه، بينما كان يضعهم في مواقع تتداخل فيها واجباتهم ومسؤولياتهم. وبهذه الطريقة، عزز هتلر عدم الثقة والمنافسة والقتال الداخلي بين مرؤوسيه لتعزيز قوته الخاصة وتعظيمها. استفاد الحزب من حريق مبنى الرايخستاغ في 27 فبراير 1933، حيث أصدر هيندنبورغ مرسوم حريق الرايخستاغ في اليوم التالي بناء على طلب هتلر. وكان هذا هو التشريع الأول من عدة تشريعات التي فككت الديمقراطية في ألمانيا ووضعت ديكتاتورية شمولية -بقيادة هتلر -في مكانها. في 5 مارس، أُجريت انتخابات أخرى للرايخستاغ، وهي آخر انتخابات تُجرى قبل هزيمة النازيين في نهاية الحرب العالمية الثانية. على الرغم ان الحزب النازي زاد عدد مقاعده ونسبة الأصوات، لم يكن ذلك هو الانهيار الساحق للحكومة الذي توقعته قيادة الحزب. تم تعيين جوبلز أخيرًا في حكومة هتلر، وأصبح رسميًا رئيسًا للتنوير العام والدعاية. وهي وزارة تم إنشاؤها حديثًا في 14 مارس.

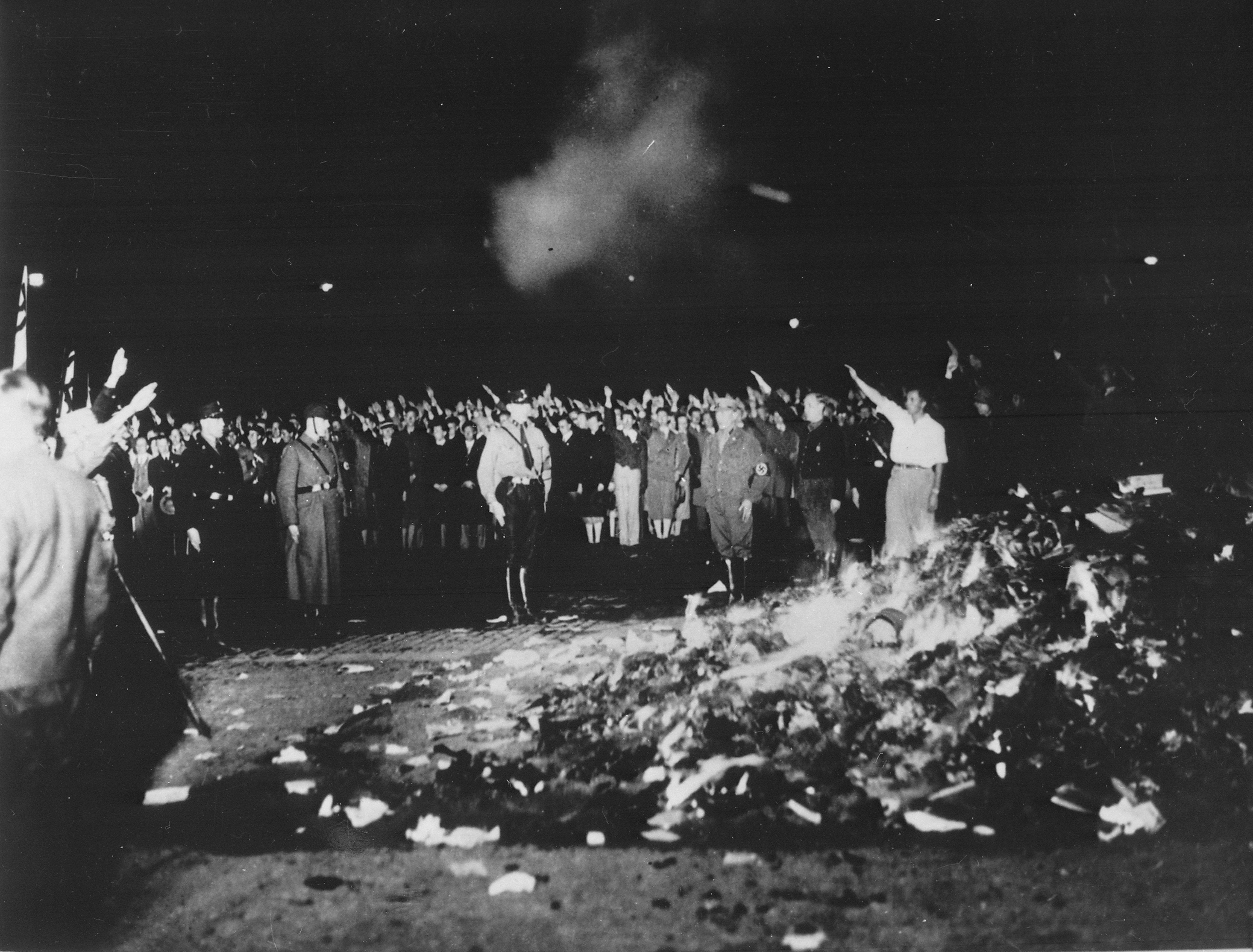
حرق الكتب النازية في برلين، 10 مايو 1933

انشأت الوزارة الجديدة مكاتبها في "اوردنبالايس" مقابل مستشارية الرايخ. وكان دور الوزارة الجديدة هو تركيز السيطرة النازية على جميع جوانب الحياة الثقافية والفكرية الألمانية. كان غوبلز يأمل في زيادة الدعم الشعبي للحزب من نسبة 37٪ التي تحققت في الانتخابات الحرة الأخيرة التي أجريت في ألمانيا في 25 مارس 1933 إلى نسبة 100٪. وكان الهدف الغير معلن هو عرض انطباع للدول الأخرى بأن الحزب النازي حصل على الدعم الكامل والحماسي من جميع سكان المانيا. كان أول مشاريع غوبلز هو تنظيم «يوم بوتسدام»، وهو احتفال لانتقال السلطة من هيندنبورغ إلى هتلر، عقد في مدينة بوتسدام في 21 مارس. وقام بتأليف نص مرسوم هتلر الذي خَولَ بالمقاطعة النازية للشركات اليهودية، والذي صدر في 1 أبريل. في وقت لاحق من ذلك الشهر، سافر غوبلز مرة أخرى إلى مسقط رأسه في رايدت، حيث تم استقباله استقبال المنتصرين. واصطف سكان المدينة على الشارع الرئيسي، الذي أعيدت تسميته باسمه تكريما له. وفي اليوم التالي، تم إعلان غوبلز بطلاً محليًا.
حول غوبلز عطلة 1 مايو من احتفال بحقوق العمال (التي يحتفل بها الشيوعيين بشكل خاص) إلى يوم للاحتفال بالحزب النازي. وبدلاً من احتفالات العمال المخصصة المعتادة، قام بتنظيم مسيرة ضخمة للحفلات أُقيمت في حقل تمبلهوف في برلين. في اليوم التالي، تم حل جميع المكاتب النقابية في البلاد بالقوة من قبل كتيبتي العاصفة والشوتزشتافل، وتم إنشاء جبهة العمال الألمانية التي يديرها النازيون لتحل محلها. وعلق في مذكراته يوم 3 مايو: «نحن سادة ألمانيا». بعد أقل من أسبوعين، ألقى خطابًا في مسيرة إحراق الكتب النازية في برلين في 10 مايو، وكانت المسيرة من تخطيطه.
في غضون ذلك، بدأ الحزب في تمرير قوانين لتهميش اليهود وإبعادهم عن المجتمع الألماني. أجبر قانون استعادة الخدمة المدنية المهنية، الذي تم تمريره في 7 أبريل 1933، بإجبار جميع غير الآريين على التقاعد من المهن القانونية ومهن الخدمة المدنية. وسرعان ما حرم تشريع مماثل لهذا القانون الاعضاء اليهود في المهن الاخرى من ممارسة مهنهم. تأسست معسكرات الاعتقال النازية الأولى (التي تم إنشاؤها في البداية لإيواء المعارضين السياسيين) بعد وقت قصير من استيلاء هتلر على السلطة. وفي عملية تسمى جلايش شالتونج، شرع الحزب النازي في وضع جميع جوانب الحياة تحت سيطرة الحزب بسرعة. تم استبدال جميع قادة المنظمات المدنية، بما في ذلك الجماعات الزراعية والمنظمات التطوعية والأندية الرياضية، بالمحبيين للنازيين أو أعضاء الحزب نفسه. وبحلول يونيو 1933، كانت المنظمات الوحيدة التي لا يسيطر عليها الحزب النازي هي الجيش والكنائس. وفي 2 يونيو 1933، قام هتلر بتعيين غوبلز في منصب الرايخسليتر، وهو ثاني أعلى رتبة سياسية في الحزب النازي. عند تشكيل أكاديمية القانون الألماني، أصبح غوبلز عضوًا ومُنِحَ مقعدًا في لجنتها التنفيذية وذلك في 3 أكتوبر 1933. في خطوة للتلاعب بالطبقة الوسطى في ألمانيا وتشكيل الرأي الشعبي، مرر النظام في 4 أكتوبر 1933 قانون التحرير، الذي أصبح حجر الاساس في سيطرة الحزب النازي على الصحافة الشعبية. على غرار النظام في إيطاليا لبينيتو موسوليني، عرف قانون التحرير بأنه أي شخص كتب أو حرر أو اختار نصوصًا او مواد مصورة للنشر المتسلسل. وتم اختيار الأفراد المختارين لهذا المنصب بناءً على معايير تجريبية وتعليمية وعرقية. طالب القانون الصحفيين بتنظيم عملهم وفقاً للاشتراكية الوطنية كفلسفة حياة وكمفهوم للحكومة.
في نهاية يونيو 1934، ألقي القبض على كبار المسؤولين في كتيبة العاصفة وعدد كبير من معارضي النظام النازي، بما في ذلك غريغور شتراسر، وقتلوا في عملية تطهير أطلق عليها لاحقًا "ليلة السكاكين الطويلة". كان غوبلز حاضراً في عملية اعتقال قائد كتيبة العاصفة إرنست روم في ميونيخ. في 2 أغسطس 1934، توفي الرئيس فون هيندنبورغ. وفي بث إذاعي، أعلن غوبلز أنه تم دمج منصبي الرئيس والمستشار، وتم تسمية هتلر رسميًا باسم الفوهرر والرايخ كانتسلر (القائد والمستشار).

### اعمال الوزارة
تم تقسيم وزارة الدعاية إلى سبعة أقسام على النحو التالي: الإدارة والقانون: التجمعات الجماهيرية والصحة العامة والشباب والعِرق؛ قسم الإذاعة: الصحافة الوطنية والأجنبية؛ الأفلام والرقابة على الأفلام؛ الفن والموسيقى والمسرح؛ والحماية ضد الدعاية المضادة، سواء الأجنبية أو المحلية. كان أسلوب غوبلز للقيادة عاصفًا ولا يمكن التنبؤ به. كان يغير اراءه فجأة ويحول دعمه بين كبار المساعدين؛ كان رئيسًا صعبًا وكان يحب أن يوبخ موظفيه في الأماكن العامة. كان غوبلز ناجحًا في وظيفته. قيل عنه إنه «شخصياً لا يحب أحدًا، ولا يحبه أحد، ويدير القسم النازي الأكثر كفاءة». كتب الروائي الأمريكي جون غانثر في عام 1940 بأن غوبلز «هو أذكى النازيين»، لكنه لم يستطع أن يخلف هتلر لأن «الجميع يكرهونه».
في يونيو 1933، تم إنشاء غرفة أفلام الرايخ، والتي كان مطلوبًا من جميع أعضاء صناعة السينما الانضمام إليها. روج غوبلز لتطوير الأفلام ذات التوجه النازي، والأفلام التي تحتوي على رسائل دعائية للحزب سواء كانت مموهة أو علنية. تحت رعاية غرفة ثقافة الرايخ، التي تم إنشاؤها في سبتمبر، أضاف غوبلز مكاتب فرعية إضافية لمجالات البث والفنون الجميلة والأدب والموسيقى والصحافة والمسرح. كما هو الحال في صناعة الأفلام، كان يجب على أي شخص يرغب في ممارسة مهنة في هذه المجالات أن يكون عضوًا في الهيئة السينمائية. وبهذه الطريقة يمكن استبعاد أي شخص تتعارض آرائه مع النظام من العمل في المجال الذي يختاره وبالتالي يتم إسكاته. بالإضافة إلى ذلك، طُلب من الصحفيين (الذين يعتبرون الآن موظفين في الدولة) إثبات أصولهم الآرية التي تعود لعام 1800م، وإذا كان متزوجًا، فإن نفس الشرط ينطبق على الزوج/الزوجة. ولا يُسمح لموظفي الدولة بمغادرة البلاد من أجل عملهم دون إذن مسبق. تم تشكيل لجنة للرقابة على الكتب، ولا يمكن إعادة نشر الاعمال إلا إذا كانت مدرجة ضمن قائمة الأعمال المعتمدة. تطبق لوائح مماثلة على الفنون الجميلة ومجالات الترفيه الأخرى؛ حتى حفلات الغناء في الملاهي الليلة قد خٌضعت للرقابة.  غادر العديد من الفنانين والمثقفين الألمان ألمانيا في السنوات ما قبل الحرب بدلاً من العمل تحت هذه القيود.

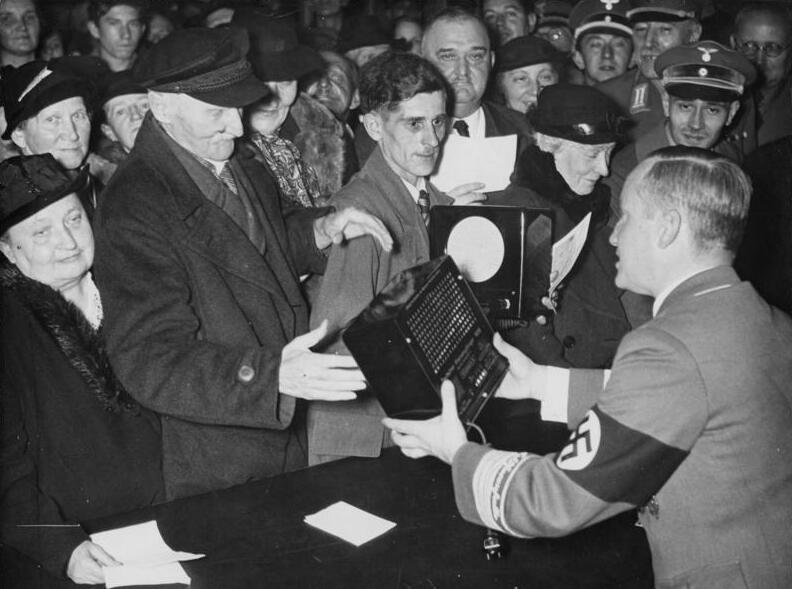
تم توزيع أجهزة راديو مجانية في برلين في عيد ميلاد غوبلز عام 1938.

كان غوبلز مهتمًا بشكل خاص بالتحكم في الراديو، والذي كان لا يزال في ذلك الوقت تقنية جديدة إلى حد ما. في بعض الأحيان تحت احتجاج من مقاطعات ألمانية مختلفة (ولا سيما بروسيا، برئاسة هيرمان غورينغ)، سيطر غوبلز على محطات الراديو في جميع أنحاء البلاد، ووضعها تحت هيئة الإذاعة الوطنية الألمانية في يوليو 1934. حث غوبلز الشركات المصنعة على إنتاج أجهزة استقبال منزلية غير مكلفة تدعى مذياع الشعب وبحلول عام 1938 تم بيع ما يقرب من عشرة ملايين جهاز. تم وضع مكبرات الصوت في الأماكن العامة والمصانع والمدارس، بحيث يسمع جميع الألمان تقريبًا بثوث الحزب الهامة. في 2 سبتمبر 1939 (في اليوم التالي من بداية الحرب العالمية الثانية)، أعلن غوبلز ومجلس الوزراء أن الإستماع إلى محطات الإذاعة الراديوية الأجنبية شيء غير قانوني. ويمكن أن يؤدي نشر الأخبار من أي بث إذاعي أجنبي إلى عقوبة الإعدام. قال ألبرت شبير، مهندس هتلر ووزير التسلح والحرب لاحقًا، إن النظام «استخدم جميع الوسائل التقنية للسيطرة على بلاده. ومن خلال الأجهزة التقنية مثل الراديو ومكبرات الصوت، حُرم 80 مليون شخص من التفكير المستقل.»

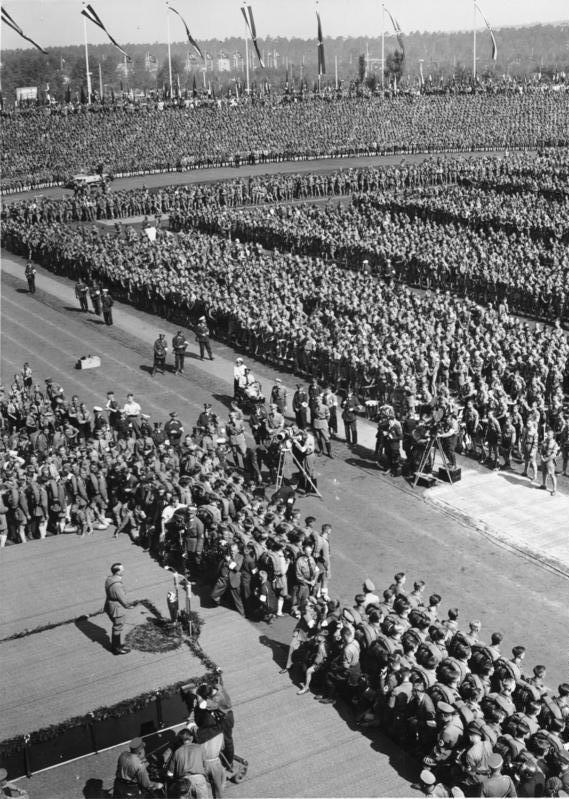
كان هتلر هو النقطة المحورية في رالي نورمبرغ عام 1934. ويمكن رؤية ليني ريفنستال وطاقمها أمام المنصة.

كان المحور الرئيسي للدعاية النازية هو هتلر نفسه، الذي تم تمجيده كقائد بطولي ومعصوم من الخطأ وأصبح محور عبادة شخصية. كان الكثير منها عفويًا، ولكن تمت إدارة بعضها بشكل مسرحي كجزء من عمل غوبلز الدعائي. فكان التملق لهتلر هو محور رالي نورمبرغ عام 1934، حيث تم تصميم تحركاته بعناية. كان التجمع موضوع الفيلم انتصار الإرادة، وهو واحد من عدة أفلام دعائية نازية من إخراج ليني ريفنستال. فاز الفيلم بالميدالية الذهبية في مهرجان البندقية السينمائي عام 1935. في تجمع مؤتمر الحزب النازي عام 1935 في نورمبرغ، أعلن غوبلز أن «البلشفية هي إعلان حرب من قبل اشخاص دوليين بقيادة اليهود ضد الثقافة نفسها».
شارك غوبلز في التخطيط لانطلاق دورة الألعاب الأولمبية الصيفية لعام 1936، التي عقدت في برلين. وفي هذا الوقت التقى وبدأ علاقة غرامية مع الممثلة ليدا باروفا، التي استمر في رؤيتها حتى عام 1938. كان أحد المشاريع الرئيسية في عام 1937 هو معرض الفن المنحط، الذي نظمه غوبلز، والذي اُقيمَ في ميونيخ من يوليو إلى نوفمبر. وقد حقق المعرض شعبية كبيرة، وجذب أكثر من مليوني زائر. كذلك أقيم معرض اخر موسيقي منحط في العام التالي. في غضون ذلك، أصيب غوبلز بخيبة أمل بسبب الإفتقار إلى الجودة في الأعمال الفنية الإشتراكية الوطنية والأفلام والأدب.

### المشاكل مع الكنيسة
في عام 1933، وقع هتلر الالرايشكونكوردات، وهي معاهدة مع الفاتيكان وتم الاتفاق فيها على احترام النظام لإستقلال المؤسسات الكاثوليكية ومنع رجال الدين من المشاركة في السياسة. ومع ذلك، استمر النظام في استهداف الكنائس ومحاولة إضعاف نفوذها. طوال عامي 1935 و1936، تم اعتقال المئات من رجال الدين والراهبات، غالبًا بتهم جرائم جنسية أو تهم أخرى ملفقة بتهريب العملات. نشر غوبلز المحاكمات على نطاق واسع في حملاته الدعائية، وأظهر المتهمين في أسوأ صورة ممكنه. تم وضع قيود على الاجتماعات العامة، وواجهت المنشورات الكاثوليكية رقابة مشددة. طُلب من المدارس الكاثوليكية تقليل التعليم الديني وتمت إزالة الصلبان من مباني الدولة. غالبًا ما كان هتلر مترددًا حول ما إذا كان يجب أن يكون الكرشنكامبف (صراع الحزب مع الكنيسة) أولوية أم لا، لكن تعليقاته التحريضية المتكررة حول هذه القضية كانت كافية لإقناع غوبلز لتكثيف عمله حول هذه القضية؛ وفي فبراير 1937 صرح هتلر أنه يريد القضاء على الكنيسة البروتستانتية.
ردا على الاضطهاد، تم تهريب منشور البابا بيوس الحادي عشر "مع القلق الحارق" إلى ألمانيا في يوم الأحد العاطفي سنة 1937 وقراءته من كل منبر. والذي كان يستنكر فيه العِداء المنهجي للنظام تجاه الكنيسة. ورداً على ذلك، جدد غوبلز حملة القمع والدعاية ضد الكاثوليك. وفي خطابه الذي ألقاه في 28 مايو في برلين أمام 20 ألفًا من أعضاء الحزب النازي، والذي تم بثه أيضًا على الراديو، هاجم غوبلز الكنيسة الكاثوليكية باعتبارها فاسدة أخلاقيًا. ونتيجة لحملة الدعاية، انخفض التسجيل في المدارس الطائفية بشكل حاد، وبحلول عام 1939 تم حل جميع هذه المدارس أو تحويلها إلى مرافق عامة. وأدت المضايقات والتهديدات بالسجن إلى أن يكون رجال الدين أكثر حذراً بكثير في انتقادهم للنظام. بحلول نهاية يوليو 1937 أمر هتلر بتقليص الصراع مع الكنيسة جزئيًا بسبب مخاوف السياسة الخارجية.

### معاداة السامية والمحرقة

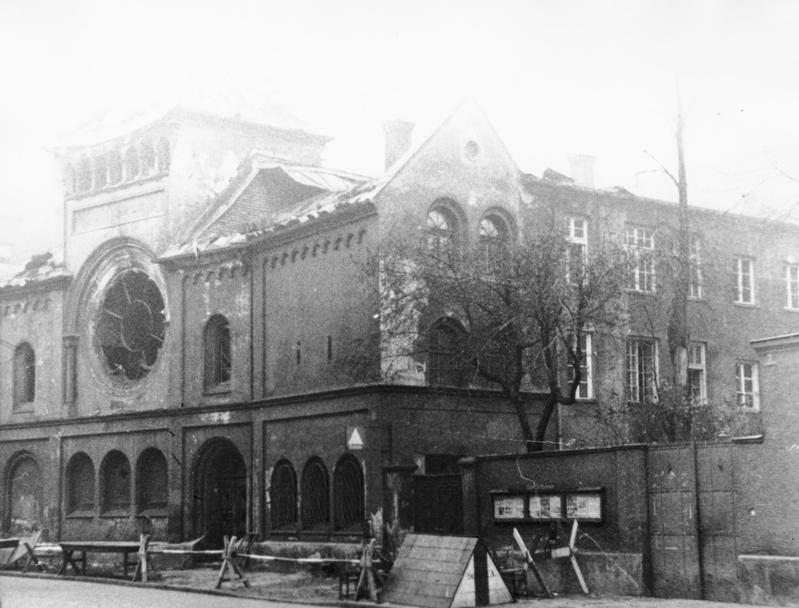
كنيس اوهل ياكوب القديم ، في ميونخ بعد ليلة البلور

كان جوبلز معاديًا للسامية منذ صغره. وبعد انضمامه إلى الحزب النازي ومقابلة هتلر، نمت معاداة السامية عنده وأصبحت أكثر تطرفًا. بدأ ينظر إلى اليهود كقوة مدمرة لها تأثير سلبي على المجتمع الألماني. في عام 1930، انتقد غوبلز الدكتاتور الفاشي الإيطالي بينيتو موسوليني بسبب افتقاره النسبي إلى العداء تجاه اليهود، قائلاً "يبدو أن موسوليني لم يعترف بالمسألة اليهودية". بعد أن استولى النازيون على السلطة، حث هتلر مرارًا على اتخاذ إجراءات ضد اليهود. وعلى الرغم من معاداته المتطرفة لليهود، تحدث غوبلز عن "ان العرقية المادية هي قمامة" وعن عدم ضرورة العنصرية العلمية للأيديولوجيات النازية. كما وصف إيديولوجية هيملر بأنها «في كثير من النواحي، جنون» ويعتقد أن نظريات ألفريد روزنبرغ كانت سخيفة.
كان هدف الحزب النازي هو إخراج اليهود من الحياة الثقافية والاقتصادية الألمانية، وفي النهاية إخراجهم من البلاد تمامًا. بالإضافة إلى جهوده الدعائية، روج غوبلز بنشاط لاضطهاد اليهود من خلال المذابح والتشريعات وغيرها من الإجراءات. وتضمنت الإجراءات التمييزية التي فرضها في برلين في السنوات الأولى من النظام حظرًا ضد استخدامهم لوسائل النقل العام وتتطلب وضع علامة على المتاجر اليهودية على هذا النحو.
في نوفمبر 1938، قتل الدبلوماسي الألماني إرنست فوم راث في باريس على يد شاب يهودي يُدعى هيرشل غرينزبان. ردا على ذلك، رتب غوبلز حملة دعائية معادية للسامية شديدة العيار من قبل الصحافة، وكانت النتيجة بداية لمذبحة. تم مهاجمة اليهود وتدمير للكنيسات اليهودية في جميع أنحاء ألمانيا. وقد تأجج الوضع أكثر بسبب خطاب ألقاه غوبلز في اجتماع للحزب ليلة 8 نوفمبر، حيث دعا أعضاء الحزب النازي بشكل غير مباشر إلى لتحريض على مزيد من العنف ضد اليهود مع جعله يبدو وكأنه سلسلة عفوية من الأفعال التي يقوم بها الشعب الألماني. قُتل ما لا يقل عن مائة يهودي، وتضررت أو دمرت عدة مئات من المعابد اليهودية، وتم تخريب الآلاف من المتاجر اليهودية في حدث يسمى ليلة البلور. وتم إرسال حوالي 30 ألف رجل يهودي إلى معسكرات الاعتقال. توقفت الهجمات بعد مؤتمر عُقد في 12 نوفمبر، حيث أشار هيرمان غورينغ إلى أن تدمير الممتلكات اليهودية كان في الواقع تدميرًا للممتلكات الألمانية حيث أن النية كانت مصادرتها جميعًا في نهاية المطاف.
استمر غوبلز في حملته الدعائية المكثفة المعادية للسامية التي بلغت ذروتها في خطاب الرايخستاغ لهتلر في 30 يناير 1939، والذي ساعده غوبلز في كتابته حيث قال:
إذا نجح التمويل الدولي لليهود داخل أوروبا وخارجها  في إغراق الأمم مرة أخرى في حرب عالمية، فلن تكون النتيجة هي بلشفة الأرض وبالتالي انتصار اليهود، وإنما إبادة العرق اليهودي في أوروبا 

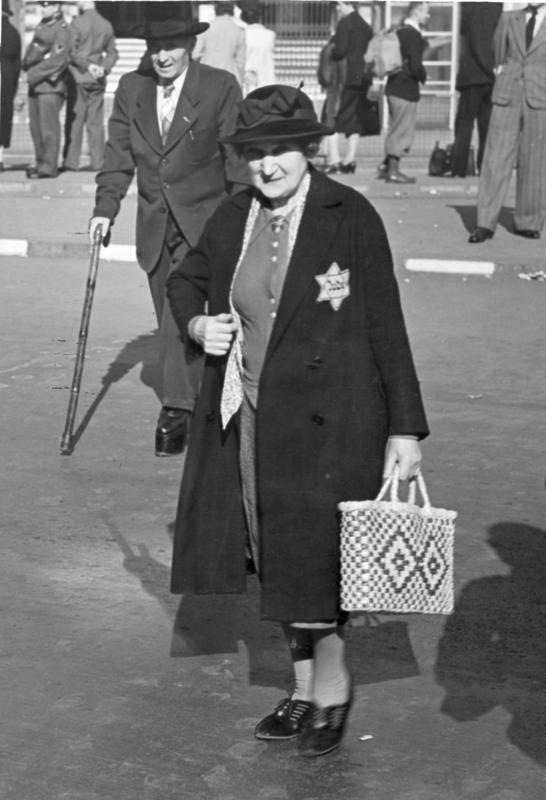
امرأة في برلين ترتدي النجمة الصفراء.

بينما كان غوبلز يضغط من أجل طرد اليهود من برلين منذ عام 1935، كان لا يزال هناك 62 ألف يعيشون في المدينة في عام 1940. وكان أحد أسباب التأخير في ترحيلهم هو الحاجة إليهم كعمال في صناعة الأسلحة. بدأت عمليات ترحيل اليهود الألمان في أكتوبر 1941، مع مغادرة أول عملية نقل من برلين في 18 أكتوبر. تم إطلاق النار على بعض اليهود فور وصولهم إلى الوجهات مثل مدينة ريغا ومدينة كاوناس. استعدادًا لعمليات الترحيل، امر غوبلز جميع اليهود الألمان بارتداء شارة صفراء تعريفية «كانت الشارة هي النجمة السداسية اليهودية» اعتبارًا من 5 سبتمبر 1941.
في 6 مارس 1942، تلقى غوبلز نسخة من محضر مؤتمر وانسي. وأوضحت الوثيقة بأنه: تم إرسال السكان اليهود في أوروبا بشكل غير مباشر إلى معسكرات الإبادة في المناطق المحتلة من بولندا وقتلهم. تظهر مذكراته عن تلك الفترة أنه كان على علم جيد بمصير اليهود. حيث دَّون في مذكراته «بشكل عام، ربما أنه سيتعين تصفية 60% منهم، في حين أن 40% منهم يمكن تشغيلهم.... سيتم تنفيذ هذا الحكم على اليهود وهو حكم وحشي ولكنه مستحق تماما».
أجرى غوبلز مناقشات متكررة مع هتلر حول مصير اليهود، وهو موضوع ناقشوه في كل مرة التقوا فيها تقريبًا. وتدل النقاشات انه كان على علم طوال الوقت بإبادة اليهود، وأيد هذا القرار تمامًا. ولقد كان أحد كبار المسؤولين النازيين القلائل الذين فعلوا ذلك علنًا.

## الحرب العالمية الثانية
في وقت مبكر من فبراير 1933، أعلن هتلر أنه يجب إجراء إعادة التسلح، وإن كان بشكل سري في البداية، لأن القيام بذلك كان انتهاكًا لمعاهدة فرساي. بعد ذلك بعام أخبر قادته العسكريين أن عام 1942 كان هو التاريخ المستهدف لخوض الحرب في الشرق. كان غوبلز واحدًا من أكثر المؤيدين المتحمسين لهتلر الذي واصل بقوة سياسات ألمانيا التوسعية عاجلاً وليس آجلاً. في وقت إعادة تسليح راينلاند عام 1936 «والتي كانت تنص على خلوها من أي قوات عسكرية ألمانية»، لخص غوبلز موقفه العام في مذكراته كاتبًا: «حان وقت العمل. فالثورة تفضل الشجعان، من لا يجرؤ على شيء لا يفوز بشيء». في الفترة التي سبقت أزمة سوديتنلاند في عام 1938، أخذ غوبلز زُمام المبادرة مِرارًا وتكرارًا لاستخدام الدعاية لإثارة التعاطف مع المان السوديت أثناء حملته ضد الحكومة التشيكية. وكان غوبلز مدركًا جيدًا أن هناك "ذعرًا حربيًا" متزايدًا في ألمانيا، ولذلك بحلول شهر يوليو، قامت الصحافة بتقليل كثافة الجهود الدعائية. بعد استجابات القوى الغربية لمطالب هتلر فيما يتعلق بتشيكوسلوفاكيا في عام 1938، سرعان ما أعاد غوبلز توجيه آلته الدعائية ضد بولندا. ومنذ مايو وما بعده، نظم حملة ضد بولندا، وتلفيق قصص عن الفظائع التي ارتكبت ضد الألمان العرقيين في دانزيج ومدن بولندية أخرى. ومع ذلك، لم يتمكن من إقناع غالبية الألمان بالترحيب باحتمال خوض الحرب. لقد كان لديه شكوك خاصة حول الحكمة من المخاطرة بخوض حرب طويلة الأمد ضد بريطانيا وفرنسا من خلال مهاجمة بولندا.
بعد غزو بولندا في عام 1939، استخدم غوبلز وزارته الدعائية وغرف الرايخ للتحكم في الوصول إلى المعلومات محليًا. ومما أثار غضبه، أن منافسه يواكيم فون ريبنتروب، وزير الخارجية، تحدى باستمرار سلطة غوبلز على نشر الدعاية الدولية. رفض هتلر إصدار حكم صارم حول هذا الموضوع، لذلك ظل الرجلان متنافسين لبقية الحقبة النازية. في الجهة الاخرى لم يشارك غوبلز في عملية صنع القرار العسكري، ولم يُطلع على المفاوضات الدبلوماسية إلا بعد وقوعها.

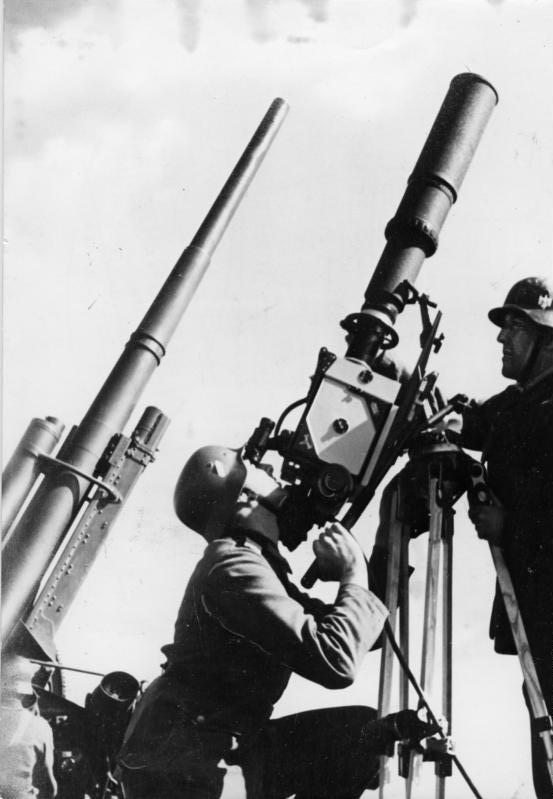
عملية لإنتاج شريط إخباري في الخطوط الأمامية، يناير 1941

استولت وزارة الدعاية على مرافق البث في البلدان التي تم غزوها فور الاستسلام، وبدأت في بث المواد المعدة باستخدام المذيعين الموجودين كوسيلة لكسب ثقة المواطنين في تلك البلدان. كانت معظم جوانب وسائل الإعلام، سواء على المستوى المحلي أو في البلدان المحتلة، تحت سيطرة غوبلز ووزارته. كانت الخدمة المنزلية الألمانية، وبرنامج القوات المسلحة، والخدمة الألمانية الأوروبية كلها تخضع لرقابة صارمة في كل شيء بدءًا من المعلومات التي سُمح لهم بنشرها إلى الموسيقى التي سُمح لهم بتشغيلها. استمرت المسيرات الحزبية والخطب والمظاهرات. وتم بث الخطب عبر الراديو وعرضت أفلام دعائية قصيرة باستخدام 1500 شاحنة أفلام متنقلة مخصصة لهذا الغرض. قام هتلر بالتقليل من ظهوره في البرامج العامة والبث الإذاعي مع تقدم الحرب، لذلك أصبح غوبلز على نحو متزايد هو صوت النظام النازي للشعب الألماني. من مايو 1940 كتب غوبلز مقالات افتتاحية متكررة تم نشرها في داس رايخ وتمت قراءة هذه المقالات لاحقًا عبر الراديو. ووجد أن الأفلام هي وسيلة الدعاية الأكثر فعالية له، بعد الراديو. بناءً على إصراره، كانت نصف الأفلام التي تم إنتاجها في ألمانيا خلال فترة الحرب في البداية عبارة عن أفلام دعائية خاصة عن معاداة السامية وأفلام دعائية للحرب (سرد كل من الحروب التاريخية والمآثر الحالية للفيرماخت).
أصبح غوبلز منشغلاً برفع الروح المعنوية وجهود الناس على الجبهة الداخلية. كان يعتقد أنه كلما زاد عدد الأشخاص الذين يشاركون في المجهود الحربي، كلما كانت معنوياتهم أفضل. على سبيل المثال، بدأ حملة لجمع الملابس الشتوية ومعدات التزلج للقوات على الجبهة الشرقية. وفي الوقت نفسه، نفذ غوبلز تغييرات لإنتاج المزيد من "المواد الترفيهية" في الراديو والأفلام للجمهور، وأصدر مرسومًا في أواخر عام 1942 بأن 20٪ من الأفلام يجب أن تكون دعائية و80٪ تكون من الأفلام الترفيهية الخفيفة. بصفته الغاولايتر لمكتب الحزب في برلين، تعامل غوبلز مع النقص الخطير المتزايد في الضروريات مثل الطعام والملابس، فضلاً عن الحاجة إلى تقنين البيرة والتبغ، والتي كانت مهمة للروح المعنوية. اقترح هتلر تقليل جودة الجعة بإضافة الماء لها وتقليل جودة السجائر حتى يمكن إنتاج المزيد، لكن غوبلز رفض، قائلاً إن السجائر كانت ذات جودة منخفضة بالفعل لدرجة أنه من المستحيل جعلها أسوأ. من خلال حملاته الدعائية، عمل بجد للحفاظ على مستوى مناسب من الروح المعنوية بين الجمهور حول الوضع العسكري، ولم يكن متفائلًا جدا ولا متشائمًا للغاية. كانت سلسلة الانتكاسات العسكرية التي عانى منها الألمان في هذه الفترة - غارات القصف على كولون (مايو 1942)، فوز الحلفاء في معركة العلمين الثانية (فبراير 1943) وخاصة الهزيمة الكارثية في معركة ستالينجراد (فبراير 1943) - مسائل صعبة لتقديمها للشعب الألماني، الذين سئموا بشكل متزايد من الحرب وكانوا يشككون في إمكانية الفوز بها. في 16 نوفمبر 1942، تم تعيين غوبلز، مثل جميع أعضاء غاولايتر الآخرون، مفوضًا لدفاع الرايخ عن الجاو الخاصة به. وقد مكنه ذلك من إصدار تعليمات مباشرة إلى السلطات الخاضعة لسلطته القضائية في الأمور المتعلقة بالمجهود الحربي المدني.وفي 15 يناير 1943، عين هتلر غوبلز رئيسًا للجنة أضرار الغارات الجوية المنشأة حديثًا، مما يعني أن غوبلز كان مسؤولاً بالإسم فقط عن الدفاعات الجوية المدنية والملاجئ على مستوى البلاد بالإضافة إلى تقييم وإصلاح المباني المتضررة. في الواقع، ظل الدفاع عن مناطق أخرى غير برلين في أيدي الغاولايتر المحليين، واقتصرت مهامه الرئيسية على تقديم المساعدة الفورية للمدنيين المتضررين واستخدام الدعاية لتحسين معنوياتهم.
بحلول أوائل عام 1943، أنتجت الحرب أزمة عُمالية للنظام. فأنشأ هتلر لجنة من ثلاثة رجال تتكون من ممثلين عن الدولة والجيش والحزب في محاولة للسيطرة على الاقتصاد الذي بدأ بالتداعي في الحرب. كان أعضاء اللجنة هم هانز هاينريش لامرز (رئيس مستشارية الرايخ)، والمارشال فيلهلم كايتل من القيادة العليا للفيرماخت، ومارتين بورمان الذي كان من كبار القادة في الحزب. كان الهدف من اللجنة هو اقتراح التدابير بشكل مستقل بغض النظر عن رغبات الوزارات المختلفة، مع احتفاظ هتلر بمعظم القرارات النهائية لنفسه. اجتمعت اللجنة، التي سرعان ما عرفت باسم (لجنة الثلاثة)، إحدى عشرة مرة بين يناير وأغسطس 1943. ومع ذلك، واجهوا مقاومة من وزراء حكومة هتلر، الذين ترأسوا مجالات نفوذ راسخة واستبعدوا من اللجنة. ونظرًا لكونه تهديدًا لسلطتهم، عمل غوبلز وجورنج وسبير معًا لإسقاطهم. وكانت النتيجة أنه لم يتغير شيء، وانخفضت أهمية لجنة الثلاثة بحلول سبتمبر 1943.

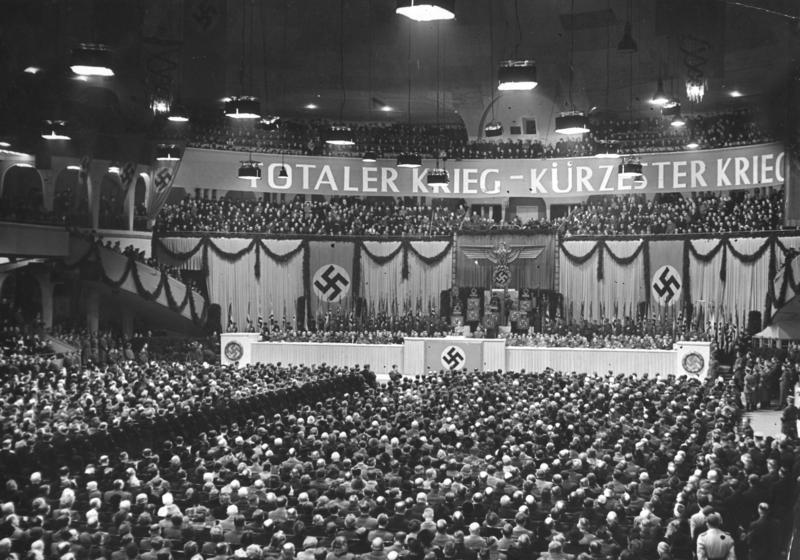
خطاب شبورتبالاست، 18 فبراير 1943. مكتوب على اللافتة بالإلمانية "حرب شاملة - حرب قصيرة"

ردًا على استبعاده من لجنة الثلاثة جزئيًا، ضغط غوبلز على هتلر لإدخال تدابير من شأنها أن تؤدي إلى "حرب شاملة"، بما في ذلك إغلاق الشركات غير الضرورية لزيادة المجهود الحربي. وتجنيد النساء في القوى العاملة، وتجنيد الرجال في مهن كان قد تم الغائها سابقًا في الفيرماخت. وقد تم تنفيذ بعض هذه التدابير بموجب مرسوم صدر في 13 يناير، ولكن مما أثار استياء غوبلز، أن غورينغ طالب بأن تظل مطاعمه المفضلة في برلين مفتوحة، ونجح لامرز في الضغط على هتلر لإعفاء النساء اللواتي لديهن أطفال من التجنيد الإجباري، حتى لو كان لديهن رعاية للأطفال متاحة. بعد تلقيه ردًا حماسيًا على خطابه في 30 يناير 1943 حول هذا الموضوع، اعتقد غوبلز أنه حصل على دعم الشعب الألماني في دعوته للحرب الشاملة. كان خطابه التالي، خطاب الشبورتبلاست في 18 فبراير 1943، مطلبًا عاطفيًا لجمهوره بالالتزام بالحرب الشاملة، والتي قدمها على أنها الطريقة الوحيدة لوقف الهجوم البلشفي وإنقاذ الشعب الألماني من الدمار. كان الخطاب أيضًا يحتوي على عنصر قوي معادٍ للسامية وألمح إلى إبادة الشعب اليهودي التي كانت جارية بالفعل. تم تقديم الخطاب مباشرة على الراديو وتم تصويره أيضًا. خلال النسخة الحية من الخطاب، بدأ غوبلز عن طريق الخطأ في ذكر إبادة اليهود. وقد تم حذف هذا في النص المنشور من الخطاب.
لم يكن لجهود غوبلز تأثير يذكر في الوقت الحالي، لأن هتلر، الذي كان من حيث المبدأ يؤيد الحرب الشاملة، لكنه لم يكن مستعدًا لتنفيذ تغييرات على الرغم من اعتراضات وزرائه. تم إكتشاف مقبرة جماعية في هذا الوقت تقريبًا لضباط بولنديين قُتلوا على يد الجيش الأحمر في مذبحة كاتين عام 1940، وتم استغلالها من قبل غوبلز في دعايته في محاولة لدَّقِ إسفيّن بين السوفييت والحلفاء الغربيين الآخرين.

### غوبلز مفوضًا للحرب الشاملة

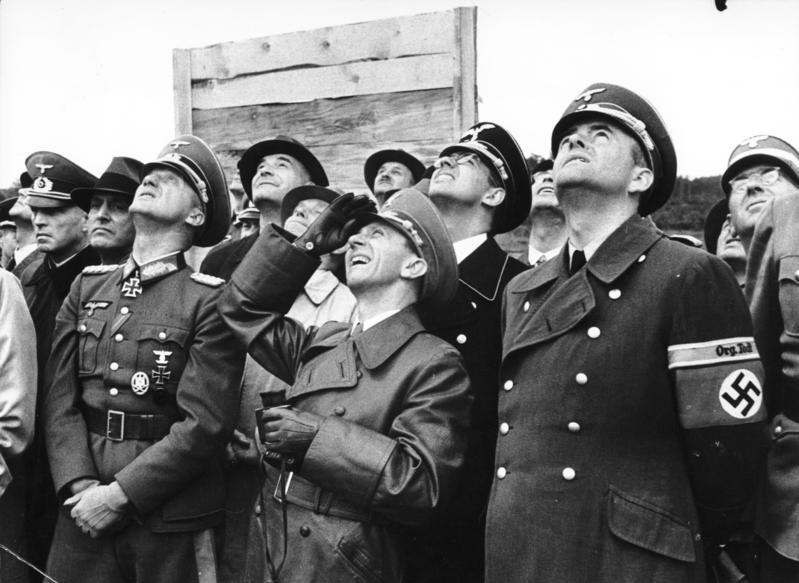
غوبلز (في الوسط) ووزير انتاج الإسلحة ألبرت شبير (على يسار غوبلز) يراقبان اختبارات الصواريخ في بينيموند، أغسطس 1943.

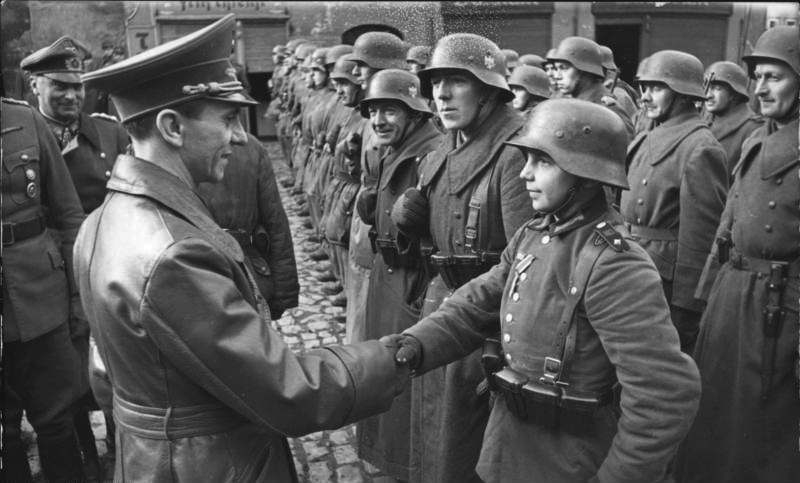
9 مارس 1945، جوبلز يمنح احد شباب هتلر "فيلي هوبنر" البالغ من العمر 16 عامًا الصليب الحديدي للدفاع عن مدينة لاوبان البولندية.

بعد غزو الحلفاء لصقلية في يوليو 1943 والنصر السوفييتي الاستراتيجي في معركة كورسك في يوليو-أغسطس 1943، بدأ غوبلز يُدرك أنه لم يعد من الممكن كسب الحرب. وبعد غزو الحلفاء لإيطاليا وسقوط موسوليني في سبتمبر، أثار مع هتلر فكرة إمكانية عقد اتفاقية سلام منفصل، إما مع السوفييت أو مع بريطانيا. لكن هتلر رفض كِلا الإقتراحين.
ومع تدهور الوضع العسكري والاقتصادي في ألمانيا بشكل منتظم، في 25 أغسطس 1943 تولى قائد القوات الخاصة النازية هاينريش هيملر منصب وزير الداخلية، خلفًا لفيلهلم فريك. أدت الغارات الجوية المكثفة على برلين ومدن أخرى إلى مقتل الآلاف من الأشخاص. في ديسمبر 1943، طلب هتلر من غوبلز أن يتولى منصب رئيس مدينة برلين، ووافق غوبلز على ذلك كوسيلة للحصول على المزيد من السيطرة المباشرة على السلطات البلدية. على الرغم من أن هتلر أخَّرَ التعيين الرسمي لعدة أشهر. تولى غوبلز السيطرة الإدارية المباشرة على مدينة برلين عندما تم تعيينه رسميًا كرئيس المدينة في 7 أبريل 1944، وبذلك يوحد تحت سيطرته أقوى المكاتب الحزبية والحكومية في المدينة. ومع استمرار الغارات الجوية على برلين، حاولت طائرات اللوفتفافه بقيادة جورنج الانتقام بغارات جوية على لندن في أوائل عام 1944، لكن لم يعد لديهم ما يكفي من الطائرات لإحداث تأثير كبير. في حين أن دعايات غوبلز في هذه الفترة أشارت إلى أن هناك انتقامًا كبيرًا قادمًا، فإن قنابل الفي 1، التي تم إطلاقها على أهداف بريطانية بدءًا من منتصف يونيو 1944، لم يكن لها سوى تأثير ضليل، حيث وصل منهم حوالي 20% فقط إلى أهدافها المقصودة. ولتعزيز الروح المعنوية، واصل غوبلز نشر الدعاية التي مفادها أن إجراء المزيد من التحسينات على هذه الأسلحة سيكون لها تأثير حاسم على نتيجة الحرب. وفي هذه الأثناء، في عملية إنزال النورماندي في 6 يونيو 1944، نجح الحلفاء في الحصول على موطئ قدم في فرنسا.
طوال شهر يوليو من عام 1944، واصل غوبلز وشبير الضغط على هتلر لتحويل الإقتصاد إلى حالة الحرب الشاملة. كانت مؤامرة 20 يوليو، حيث كاد هتلر أن يُقتل جراء انفجار قنبلة في مقره الميداني في شرق بروسيا، في صالح أولئك الذين كانوا يضغطون من أجل التغيير: بورمان، وغوبلز، وهيملر، وسبير. وعلى الرغم من اعتراضات غورينغ، تم تعيين غوبلز في 23 يوليو كمفوض الرايخ للحرب الشاملة، مكلف بتعظيم القوى العاملة للقوات المسلحة وصناعة الأسلحة على حساب قطاعات الاقتصاد غير الحاسمة للمجهود الحربي. ومن خلال هذه الجهود، تمكن من تحرير نصف مليون رجل إضافي للخدمة العسكرية. ومع ذلك، نظرًا لأن العديد من هؤلاء المجندين الجدد جاءوا من مصانع صناعة الأسلحة، فإن هذه الخطوة وضعته في صراع مع وزير التسليح شبير. العمال غير المدربين من أماكن أخرى لم يتم استيعابهم بسهولة في مصانع صناعة الأسلحة، وبالمثل، انتظرو مجندو الفيرماخت الجدد في الثكنات حتى يتم تدريبهم.
أمر هتلر بتشكيل ميليشيا وطنية من الرجال الذين اعتبروا سابقًا غير مناسبين للخدمة العسكرية تدعى فولكسشتورم (عاصفة الشعب) في 25 سبتمبر 1944؛ وتم إطلاقها في 18 اكتوبر. وبصفته غاولايتر ومفوضًا لدفاع الرايخ، تم تسمية غوبلز بالفوهرر للفولكسشتورم الألمان في جاو برلين الكبيرة وذلك في تاريخ 25 سبتمبر 1944، وقام بأداء قسم الولاء لقوات برلين فولكسستورم المجمعة في 12 نوفمبر. دَّون غوبلز في مذكراته أن 100,000 مجند أدى اليمين من الجاو الخاص به فقط. ولم يَتَلقَ الرجال، الذين كان معظم أعمارهم تتراوح بين 45 و60 عامًا، سوى تدريبًا أوليًا ولم يكن الكثير منهم مسلحين بشكل مناسب. وكانت فكرة غوبلز بأن هؤلاء الرجال يمكن أن يخدموا بفعالية في الخطوط الأمامية ضد الدبابات والمدفعية السوفيتية غير واقعية في أحسن الأحوال. ولم يحظى هذا النظام بشعبية كبيرة.
أدرك غوبلز أن نفوذه سوف يتضاءل في زمن الحرب. فقد عانى من سلسلة من النكسات حيث أصبحت الدعاية أقل أهمية مقارنة بالحرب وإقتصاد الحرب وقصف الحلفاء للمدن الألمانية. يقول المؤرخ التاريخي "مايكل بلفور" أنه منذ عام 1942 فصاعدًا، "فقد غوبلز السيطرة على السياسة النازية تجاه الصحافة وعلى التعامل مع الأخبار بشكل عام". وقد توسعت الوكالات المنافسة له. حيث تولت وزارة الخارجية مسؤولية الدعاية خارج ألمانيا. وأنشأ الجيش قسمًا دعائيًا خاصًا به، يقدم تقارير يومية عن سير الحرب وأحوال القوات المسلحة. وقام الحزب النازي أيضًا بإنشاء وتوزيع دعاية خاصة به خلال الحرب. كان غوبلز لا يزال لديه تأثير عندما أُتيحت له الفرصة للقاء هتلر، الذي أصبح متوفر بشكل قليل لأنه نقل مقره بالقرب من الخطوط الأمامية العسكرية. فقد كانوا معًا ربما يومًا واحدًا في الشهر. علاوة على ذلك، نادرًا ما ألقى هتلر خطابات أو تجمعات من النوع الذي هيمن على الدعاية كما حدث سابقًا في الثلاثينيات. وبعد عودة هتلر إلى برلين في عام 1945، دُمرت وزارة غوبلز بغارة جوية لقوات الحلفاء في 13 مارس. وكان غوبلز يواجه صعوبة كبيرة في نشر الدعاية. وفي أبريل 1945، تفوق أخيرًا على الوكالات المنافسة له وتولى المسؤولية الكاملة عن الدعاية، ولكن بحلول ذلك الوقت كان الجيش الأحمر السوفييتي قد دخل برلين بالفعل. لقد كان غوبلز مراقبًا ذكيًا للحرب، وقد قام المؤرخون بالتنقيب في مذكراته بشكل شامل بحثًا عن ألافكار حول كيفية محاولة القيادة النازية الحفاظ على الروح المعنوية العامة.

### الهزيمة والوفاة
في الأشهر الأخيرة من الحرب، اتخذت خطابات ومقالات غوبلز نبرة مروعة على نحو متزايد. بحلول بداية عام 1945، مع استعداد السوفييت على نهر أودر والحلفاء الغربيين لعبور نهر الراين، لم يعد بإمكانه إخفاء حتمية هزيمة ألمانيا. لم يكن لدى برلين سوى القليل من التحصينات أو المدفعية، وحتى وحدات ميليشيا الفولكسشتورم كانت تعاني من نقص في الذخيرة، حيث تم إرسال كل الرجال والأسلحة تقريبًا إلى الخطوط الأمامية. وذكر غوبلز في مذكراته يوم 21 يناير إلى أن ملايين الألمان كانوا يفرون غربًا. وناقش مبدئيًا مع هتلر مسألة تقديم مبادرات السلام مع قوات الحلفاء، لكن هتلر رفض مرة أخرى. بينه وبين نفسه، تردد غوبلز من فتح موضوع معاهدات السلام مع هتلر مرة أُخرى لأنه لم يكن يريد أن يفقد ثقة هتلر.
عندما حث القادة النازيون الآخرون هتلر على مغادرة برلين وإنشاء مركز جديد للمقاومة في المعقل الوطني في بافاريا، عارض غوبلز ذلك، داعيًا البقاء في برلين سيكون موقف بطولي أخير. انتقلت عائلته (باستثناء ابن ماغدا هارولد، الذي كان من زواج سابق لها، والذي خدم في القوات الجوية وتم أسره من قبل الحلفاء فيما بعد) إلى منزلهم في برلين لإنتظار النهاية المحتومة. ربما ناقش هو وزوجته ماغدا الانتحار ومصير أطفالهما الصغار في اجتماع مطول في ليلة 27 يناير. كان يعرف كيف سينظر العالم الخارجي إلى الأعمال الإجرامية التي ارتكبها النظام النازي، ولم تكن له الرغبة في إخضاع نفسه لـ «كارثة» المحاكمة. وأحرق أوراقه الخاصة في ليلة 18 أبريل.
عرف غوبلز كيف يلعب على خيالات هتلر، وشجعه على رؤية تدخل العدالة الإلهية في وفاة رئيس الولايات المتحدة فرانكلين روزفلت في 12 أبريل. ومن غير المعروف ما إذا كان هتلر قد رأى هذا حقًا في هذا الحدث كما قال غوبلز. وبحلول ذلك الوقت، كان غوبلز قد اكتسب المنصب الذي كان يريده لفترة طويلة بأن يكون الساعد الأيمن لهتلر. لأن هتلر فقد ثقته بغورينغ، على الرغم من أنه لم يتم تجريده من مناصبه حتى 23 أبريل. هيملر، الذي أدى تعيينه كقائد لمجموعة جيش فيستولا إلى كارثة على نهر الأودر، كان أيضًا يعتبر وصمة عار لدى هتلر. استعدت معظم الدائرة الداخلية لهتلر، بما في ذلك جورنج وهيملر وريبنتروب وسبير، لمغادرة برلين مباشرة بعد الاحتفال بعيد ميلاد هتلر في 20 أبريل. حتى بورمان لم يكن قلقًا على مواجهة نهايته إلى جانب هتلر. في 22 أبريل، أعلن هتلر أنه سيبقى في برلين حتى النهاية ثم يطلق النار على نفسه. انتقل غوبلز مع عائلته في نفس اليوم إلى قبو فوربونكر (مخبأ هتلر المحصن)، المتصل بقبو الفوهرر السفلي تحت حديقة مستشارية الرايخ في وسط برلين. وأخبر نائب الأدميرال هانز إريك فوس أنه لن يفكر في فكرة الاستسلام أو الهروب. في 23 أبريل، أصدر غوبلز الإعلان التالي لشعب برلين:
أدعوكم للقتال من أجل مدينتكم. قاتلوا بكل ما لديكم، من أجل زوجاتكم وأبنائكم وأمهاتكم وآبائكم. إن اياديكم تدافع عن كل ما نعتز به، وعن جميع الأجيال التي ستأتي بعدنا. كونوا فخورين وشجعان! كونوا مبدعين وماكرين! تذكروا ان الغاولايتر الخاص بكم بينكم. وسيبقى هو وزملاؤه في وسطكم. وزوجته وأولاده هنا أيضًا. هو «يقصد هتلر»، الذي استولى على المدينة ذات يوم بـ 200 رجل، سيستخدم الآن كل الوسائل لتحفيز الدفاع عن العاصمة. يجب أن تصبح معركة برلين إشارة للأمة بأسرها للنهوض في المعركة. 
بعد منتصف الليل في 29 أبريل، ومع تقدم السوفييت أكثر فأكثر من المخبأ، تزوج هتلر من إيفا براون في حفل زواج هادئ صغير داخل قبو الفوهرر. وبعد ذلك، اقام هتلر وجبة إفطار زفافية متواضعة مع زوجته الجديدة. ثم أخذ هتلر السكرتيرة تراودل يونغه إلى غرفة أخرى واملى عليها وصيته الأخيرة. كان غوبلز وبورمان الشهود عليها.
في وصيته الأخيرة، لم يعين هتلر أي خليفة له كفوهرر أو زعيم للحزب النازي. بدلاً من ذلك، عيّن غوبلز كمستشار للرايخ؛ والأدميرال الكبير كارل دونيتز، الذي كان في فلنسبورغ بالقرب من الحدود الدنماركية، كرئيس للرايخ؛ وبورمان كوزير للحزب. كتب غوبلز ملحقًا على الوصية ينص على أنه «سيرفض بشكل قاطع» إطاعة أمر هتلر بمغادرة برلين - وعلى حد تعبيره: «المرة الأولى في حياتي لن امتثل فيها لأوامر هتلر.» وشعر بأنه مضطر للبقاء مع هتلر «لأسباب إنسانية وولاء شخصي». علاوة على ذلك، ستبقى زوجته وأطفاله كذلك. وسينهون حياتهم «جنبًا إلى جنب مع الفوهرر».
في منتصف ظهر يوم 30 أبريل، أطلق أدولف هتلر النار على نفسه. وكان غوبلز مكتئبًا، لدرجة أنه قال بأنه سوف يتجول في حديقة المستشارية "التي فوق المخبأ" حتى يُقتل جراء القصف الروسي. وروى هانز إريك فوس لاحقًا قول غوبلز: "إنه لأمر مؤسف جدًا أن مثل هذا الرجل (هتلر) لم يعد معنا بعد الآن. ولكن لا يوجد شيء يمكن القيام به. بالنسبة لنا، فقدنا كل شيء الآن، والطريق الوحيد المتبقي لنا هو الطريق الذي اختاره هتلر. سأحذو حذوه."
في 1 مايو، قام غوبلز بعمله الرسمي الوحيد كمستشار. حيث أملى رسالة إلى الجنرال فاسيلي تشيكوف وأمر الجنرال الألماني هانز كريبس بتسليمها له تحت راية بيضاء. قاد تشيكوف، بصفته قائد الجيش الثامن السوفيتي، القوات السوفيتية في وسط برلين. وأبلغت رسالة غوبلز تشيكوف بوفاة هتلر وطلب وقفًا لإطلاق النار. وبعد رفض تشيكوف لذلك، قرر غوبلز أن الجهود الإضافية غير مجدية.

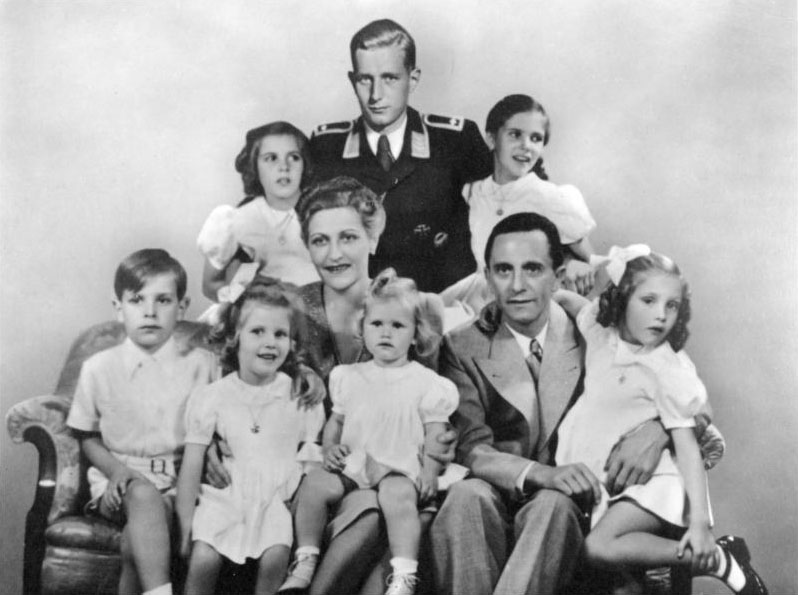
عائلة غوبلز. في هذه الصورة القديمة يظهر ربيب غوبلز هارالد كواندت (الذي تغيب بسبب الخدمة العسكرية) حيث تمت إضافته إلى الصورة عن طريق التلاعب بها.

في وقت لاحق يوم 1 مايو، رأى نائب الأدميرال فوس غوبلز للمرة الأخيرة: "أثناء توديعنا، طلبت من غوبلز الانضمام إلينا. لكنه رد: يجب على القبطان ألا يغادر سفينته الغارقة." لقد فكرت في كل شيء وقررت البقاء هنا. ليس لدي مكان أذهب إليه لأنه لا يمكنني مع أطفالي هؤلاء أن افعلها وانجو، خاصة مع ساقي هذه «ساقه المصابة بالتقوس منذ أن كان طفلًا». وفي مساء يوم 1 مايو، رتب غوبلز مع طبيب أسنان وحدات أس أس هلموت كونز لحقن أطفاله الستة بالمورفين بحيث عندما يكونون فاقدين للوعي، يتم سحق أمبولة من مركب السيانيد في أفواههم. ووفقًا لشهادة كونز في وقت لاحق، فلم يقم هو الا بحقن الأطفال بالمورفين ولكن ماغدا غوبلز، والأوبرستورمبانفورر لودفيج ستومبفيجر، الطبيب الشخصي لهتلر، هم الذين سمموا الأطفال بالسيانيد.
في حوالي الساعة 8:30 مساءً، غادر غوبلز وماجدا المخبأ وتوجهوا إلى حديقة المستشارية، حيث انتحروا سويةً. كانت هناك العديد من الروايات المختلفة لهذا الحدث. ذكرت إحدى الروايات بأن غوبلز وزوجته قاما بابتلاع حبوب السيانيد بالقرب من مكان دفن هتلر، وتم إعطاؤهم رصاصة الرحمة بعد ذلك مباشرة. في شهادة مساعد غوبلز في قوات الأمن الخاصة، غونتر شواجرمان، في عام 1948 أنهم ساروا أمامه فوق الدرج وخرجوا إلى حديقة المستشارية. وانتظر في الدرج وسمع طلقات نارية. ثم صعد الدرج المتبقي وبمجرد خروجه رأى جثثهم الهامدة. وللتأكد من موته وبناءً على أمر غوبلز المسبق، أمر شواجرمان أحد جنود قوات الأمن الخاصة بإطلاق عدة طلقات على جسد غوبلز، والذي لم يتحرك.
بعدها تم صب البنزين على جثث غوبلز وماغدا، لكنها احترقت جزئيا فقط ولم يتم دفنها. بعد بضعة أيام، أعاد السوفييت فوس إلى القبو للتعرف على جثث عائلة غوبلز المحترقة جزئيًا. تم دفن واستخراج بقايا عائلة غوبلز والجنرال كريبس وكلاب هتلر بشكل متكرر. وكانت آخر عملية دفن للبقايا في منشأة سميرش في ماغدبورغ في 21 فبراير 1946. وفي عام 1970، أذن مدير الكي جي بي يوري أندروبوف بعملية لتدمير هذه الرفات. في 4 أبريل 1970، استخدم فريق الكي جي بي السوفييتي مخططات دفن مفصلة لاستخراج خمسة صناديق خشبية في منشأة سميرش ماغديبورغ. ولقد تم حرق الرفات وسحقهم ونثرهم في نهر بيديريتز، وهو أحد روافد نهر إلبه القريب.

## الحياة العائلية

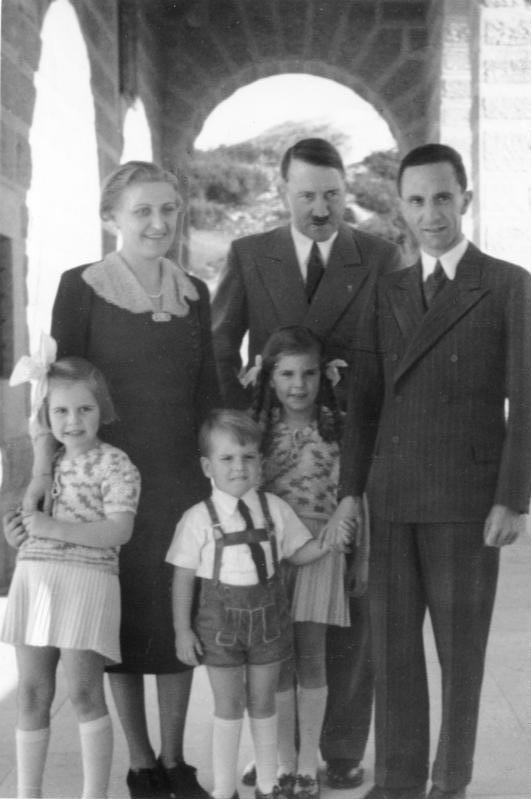
صورة بعد المصالحة بين غوبلز وماغدا بتكليف من هتلر عام 1938.

كان هتلر مغرمًا للغاية بماغدا غوبلز وأطفالها. ولقد استمتع بالبقاء في شقة غوبلز في برلين، حيث يمكنه الاسترخاء. كانت ماغدا على علاقة وثيقة بهتلر، وأصبحت عضوة من ضمن زمرة صديقاته الإناث. كما أصبحت ممثلة غير رسمية للنظام، حيث تلقت رسائل من جميع أنحاء ألمانيا من نساء لديهن أسئلة حول المسائل المنزلية أو قضايا حضانة الأطفال.
في عام 1936، التقى غوبلز بالممثلة التشيكية ليدا بروفا، وبحلول شتاء عام 1937 بدأ علاقة غرامية قوية معها. وأجرت ماغدا محادثة طويلة مع هتلر حول هذا الموضوع في 15 أغسطس 1938. نظرًا لعدم رغبة هتلر في تحمل فضيحة تتعلق بأحد كبار وزرائه، طالب هتلر غوبلز بقطع العلاقة مع الممثلة التشيكية. بعد ذلك، يبدو ان غوبلز وماغدا قد توصلا إلى هدنة حتى نهاية سبتمبر. وحدث خلاف آخر بين الزوجين في تلك المرحلة، وتدخل هتلر مرة أخرى في الأمر، وأصر على بقاء الزوجين معًا. وقام بالترتيب لالتقاط صور دعائية لنفسه مع الزوجين المتصالحين في أكتوبر. كان لدى غوبلز أيضًا علاقات طويلة وعلاقات قصيرة الأمد مع العديد من النساء الأخريات. كانت ماغدا أيضًا لها علاقات، بما في ذلك علاقة مع كورت لوديكي في عام 1933، وكارل هانك في عام 1938.
شملت عائلة غوبلز هارولد كوانت (ابن ماغدا من زواجها الأول من مواليد 1921)، بالإضافة إلى هيلجا (1932)، هيلدا (1934)، هيلموث (1935)، هولدا (1937)، هيدا (1938)، وهايدا (1940). كان هارولد هو العضو الوحيد في الأسرة الذي نجا من الحرب. وتوفي في حادث تحطم طائرة عام 1967.

## من أشهر مقولات غوبلز
- كلما سمعت كلمة ثقافة، تحسست مسدسي.
- اكذب واكذب حتى تُصدق.
- أعطني إعلامًا بلا ضمير أُعطك شعبًا بلا وعي.
- لينين هو أعظم رجل ، في المرتبة الثانية بعد هتلر ، وأن الفرق بين الشيوعية وإيمان هتلر طفيف للغاية.
- لقد جعلنا المال عبيدا ... المال لعنة على البشرية.

### الملاحظات
1. ↑  من بين أوراق مدرسة غوبلز المعروضة للبيع بالمزاد في عام 2012، كان هناك أكثر من 100 رسالة حب مكتوبة بين غوبلز وستالهيرم. The Telegraph 2012
2. ↑  قام هتلر فيما بعد بإزالة القيود المفروضة على الصلبان، لأنها كانت تضر بالروح المعنوية. Rees & Kershaw 2012.
3. ↑  احتفظت وزارة خارجية روزنبرغ بسيطرة جزئية على الدعاية الأجنبية، وكان لدى الفيرماخت منظمة دعائية خاصة بهم. وتداخل قسم وواجبات غوبلز أيضًا مع مهام رئيس الصحافة في الرايخ أوتو ديتريش. Longerich 2015، صفحة 693
4. ↑  حسب موقع ام أي 5، وباستخدام المصادر المتاحة لهيو تريفور روبر (عميل لـ ام اي 5 ومؤلف كتاب ايام هتلر الاخيرة)، أن الزواج حدث بعد أن أملى هتلر وصيته الأخيرة. MI5, Hitler's Last Days
5. ↑  حسب موقع ام أي 5، وباستخدام المصادر المتاحة لهيو تريفور روبر (عميل لـ ام اي 5 ومؤلف كتاب ايام هتلر الاخيرة)، أن الزواج حدث بعد أن أملى هتلر وصيته الأخيرة. MI5, Hitler's Last Days
6. ↑  أخبر يوهانس هنتشيل لاحقًا روشوس ميش قصة متضاربة مفادها أن غوبلز قتل نفسه في غرفته في القبو، وماجدة في الفوربونكر، في الساعات الأولى من يوم 2 مايو.(Misch 2014, pp. 182, 183)

### الإستشهادات
1. 1 2 3 4  Longerich 2015، صفحة 5.
2. ↑  Manvell & Fraenkel 2010، صفحة 2, 299.
3. ↑  Reuth 1994، صفحة 339.
4. ↑  Hull 1969، صفحة 149.
5. ↑  Manvell & Fraenkel 2010، صفحة 299.
6. ↑  Longerich 2015، صفحة 6.
7. 1 2  Longerich 2015، صفحة 14.
8. ↑  Manvell & Fraenkel 2010، صفحة 7.
9. ↑  Longerich 2015، صفحة 10.
10. ↑  Manvell & Fraenkel 2010، صفحة 6.
11. ↑  Manvell & Fraenkel 2010، صفحات 10–11, 14.
12. ↑  Manvell & Fraenkel 2010، صفحة 14.
13. ↑  Evans 2003، صفحة 204.
14. ↑  Manvell & Fraenkel 2010، صفحة 164.
15. ↑  Longerich 2015، صفحات 12, 13.
16. ↑  Longerich 2015، صفحات 20, 21.
17. 1 2  Longerich 2015، صفحة 16.
18. ↑  Manvell & Fraenkel 2010، صفحات 19, 26.
19. ↑  Manvell & Fraenkel 2010، صفحة 17.
20. ↑  Longerich 2015، صفحات 21, 22.
21. ↑  Gunther 1940، صفحة 66.
22. ↑  Longerich 2015، صفحات 22–25.
23. ↑  Longerich 2015، صفحة 24.
24. ↑  Longerich 2015، صفحات 72, 88.
25. ↑  Manvell & Fraenkel 2010، صفحات 32–33.
26. ↑  Longerich 2015، صفحة 3.
27. ↑  Longerich 2015، صفحة 32.
28. 1 2  Manvell & Fraenkel 2010، صفحة 33.
29. ↑  Longerich 2015، صفحات 25–26.
30. ↑  Longerich 2015، صفحة 27.
31. ↑  Longerich 2015، صفحات 24–26.
32. ↑  Reuth 1994، صفحة 28.
33. ↑  Longerich 2015، صفحة 43.
34. ↑  Longerich 2015، صفحات 28, 33, 34.
35. ↑  Longerich 2015، صفحة 36.
36. ↑  Kershaw 2008، صفحات 127–131.
37. ↑  Kershaw 2008، صفحات 133–135.
38. ↑  Evans 2003، صفحات 196, 199.
39. ↑  Longerich 2015، صفحات 36, 37.
40. ↑  Manvell & Fraenkel 2010، صفحات 40–41.
41. ↑  Longerich 2015، صفحة 61.
42. ↑  Kershaw 2008، صفحة 167.
43. ↑  Kershaw 2008، صفحة 169.
44. ↑  Kershaw 2008، صفحات 168–169.
45. ↑  Longerich 2015، صفحة 66.
46. ↑  Reuth 1994، صفحة 66.
47. ↑  Longerich 2015، صفحة 63.
48. ↑  Goebbels 1927.
49. 1 2  Longerich 2015، صفحة 67.
50. ↑  Longerich 2015، صفحة 68.
51. 1 2  Kershaw 2008، صفحة 171.
52. ↑  Manvell & Fraenkel 2010، صفحات 61, 64.
53. ↑  Thacker 2010، صفحة 94.
54. ↑  Manvell & Fraenkel 2010، صفحة 62.
55. ↑  Longerich 2015، صفحات 71, 72.
56. ↑  Longerich 2015، صفحة 75.
57. ↑  Manvell & Fraenkel 2010، صفحة 75.
58. ↑  Manvell & Fraenkel 2010، صفحات 75–77.
59. ↑  Longerich 2015، صفحة 81.
60. ↑  Manvell & Fraenkel 2010، صفحات 76, 80.
61. 1 2 3 4  Longerich 2015، صفحة 82.
62. ↑  Manvell & Fraenkel 2010، صفحات 75–79.
63. 1 2 3 4  Gunther 1940، صفحة 67.
64. ↑  Manvell & Fraenkel 2010، صفحة 79.
65. ↑  Longerich 2015، صفحات 93, 94.
66. ↑  Manvell & Fraenkel 2010، صفحة 84.
67. ↑  Longerich 2015، صفحة 89.
68. ↑  Manvell & Fraenkel 2010، صفحة 82.
69. ↑  Manvell & Fraenkel 2010، صفحات 80–81.
70. ↑  Longerich 2015، صفحات 95, 98.
71. ↑  Longerich 2015، صفحات 108–112.
72. 1 2  Longerich 2015، صفحة 124.
73. ↑  Siemens 2013، صفحة 143.
74. ↑  Longerich 2015، صفحات 99–100.
75. 1 2 3  Evans 2003، صفحة 209.
76. ↑  Longerich 2015، صفحة 94.
77. ↑  Longerich 2015، صفحات 147–148.
78. ↑  Reichstag databank.
79. ↑  Longerich 2015، صفحات 100–101.
80. ↑  Kershaw 2008، صفحة 189.
81. ↑  Evans 2003، صفحات 209, 211.
82. ↑  Longerich 2015، صفحة 116.
83. ↑  Longerich 2015، صفحة 123.
84. ↑  Longerich 2015، صفحة 127.
85. 1 2  Longerich 2015، صفحات 125, 126.
86. ↑  Kershaw 2008، صفحة 200.
87. ↑  Longerich 2015، صفحة 128.
88. ↑  Longerich 2015، صفحة 129.
89. ↑  Longerich 2015، صفحة 130.
90. ↑  Kershaw 2008، صفحة 199.
91. ↑  Evans 2003، صفحات 249–250.
92. ↑  Kershaw 2008، صفحة 202.
93. ↑  Longerich 2015، صفحات 151–152.
94. 1 2 3  Manvell & Fraenkel 2010، صفحة 94.
95. ↑  Longerich 2015، صفحة 167.
96. ↑  Read 2003، صفحة 223.
97. ↑  Kershaw 2008، صفحة 227.
98. ↑  Longerich 2015، صفحة 182.
99. ↑  Longerich 2015، صفحات 172, 173, 184.
100. ↑  Thacker 2010، صفحة 125.
101. ↑  Evans 2003، صفحات 290–291.
102. ↑  Evans 2003، صفحة 293.
103. ↑  Evans 2003، صفحة 307.
104. ↑  Evans 2003، صفحات 310–311.
105. ↑  Longerich 2015، صفحة 206.
106. ↑  Manvell & Fraenkel 2010، صفحة 131.
107. ↑  Kershaw 2008، صفحة 323.
108. ↑  Evans 2003، صفحات 332–333.
109. ↑  Evans 2003، صفحة 339.
110. ↑  Longerich 2015، صفحة 212.
111. ↑  Manvell & Fraenkel 2010، صفحة 121.
112. ↑  Longerich 2015، صفحات 212–213.
113. ↑  Evans 2005، صفحة 121.
114. ↑  Longerich 2015، صفحة 214.
115. ↑  Longerich 2015، صفحة 218.
116. ↑  Longerich 2015، صفحة 221.
117. ↑  Manvell & Fraenkel 2010، صفحة 128–129.
118. ↑  Evans 2003، صفحة 358.
119. ↑  Longerich 2015، صفحة 224.
120. 1 2  Longerich 2010، صفحة 40.
121. ↑  Evans 2003، صفحة 344.
122. ↑  Evans 2005، صفحة 14.
123. ↑  Orlow 1973، صفحة 74.
124. ↑  Miller & Schulz 2012، صفحة 293.
125. ↑  Hale 1973، صفحات 83–84.
126. ↑  Hale 1973، صفحات 85–86.
127. ↑  Hale 1973، صفحة 86.
128. ↑  Manvell & Fraenkel 2010، صفحات 132–134.
129. ↑  Manvell & Fraenkel 2010، صفحة 137.
130. ↑  Manvell & Fraenkel 2010، صفحات 140–141.
131. ↑  Longerich 2015، صفحة 370.
132. ↑  LIFE Magazine 1938.
133. ↑  Gunther 1940، صفحة 19.
134. ↑  Longerich 2015، صفحات 224–225.
135. ↑  Thacker 2010، صفحة 157.
136. ↑  Manvell & Fraenkel 2010، صفحة 142.
137. ↑  Evans 2005، صفحة 138.
138. ↑  Manvell & Fraenkel 2010، صفحات 142–143.
139. ↑  Manvell & Fraenkel 2010، صفحة 140.
140. 1 2  Manvell & Fraenkel 2010، صفحة 127.
141. ↑  Longerich 2015، صفحة 226.
142. ↑  Longerich 2015، صفحة 434.
143. ↑  Snell 1959، صفحة 7.
144. ↑  Kershaw 2008، صفحات 292–293.
145. ↑  Evans 2005، صفحات 122–123.
146. ↑  Evans 2005، صفحات 123–127.
147. ↑  Goebbels 1935.
148. ↑  Thacker 2010، صفحات 184, 201.
149. ↑  Evans 2005، صفحات 171, 173.
150. ↑  Longerich 2015، صفحة 351.
151. ↑  Longerich 2015، صفحات 346, 350.
152. ↑  Evans 2005، صفحات 234–235.
153. 1 2  Thacker 2010، صفحة 189.
154. ↑  Longerich 2015، صفحة 382.
155. ↑  Evans 2005، صفحات 239–240.
156. ↑  Kershaw 2008، صفحة 382.
157. ↑  Longerich 2012، صفحة 223.
158. ↑  Shirer 1960، صفحات 234–235.
159. ↑  Evans 2005، صفحات 241–243.
160. ↑  Evans 2005، صفحة 244.
161. ↑  Evans 2005، صفحات 245–247.
162. ↑  Longerich 2015، صفحة 334.
163. ↑  Longerich 2015، صفحات 24–25.
164. ↑  Longerich 2015، صفحات 39–40.
165. ↑  Bernhard 2019.
166. ↑  Thacker 2010، صفحة 145.
167. 1 2  Michael 2006، صفحة 177.
168. ↑  Kershaw 2008، صفحات 454–455.
169. ↑  Manvell & Fraenkel 2010، صفحة 156.
170. ↑  Kershaw 2008، صفحة 454.
171. ↑  Kershaw 2008، صفحات 455–459.
172. ↑  Longerich 2015، صفحات 400–401.
173. ↑  Thacker 2010، صفحة 205.
174. ↑  Kershaw 2008، صفحة 469.
175. ↑  Longerich 2015، صفحات 464–466.
176. ↑  Thacker 2010، صفحة 236.
177. ↑  Thacker 2010، صفحة 235.
178. ↑  Longerich 2015، صفحة 513.
179. ↑  Longerich 2010، صفحات 309–310.
180. ↑  Longerich 2015، صفحة 514.
181. ↑  Thacker 2010، صفحة 328.
182. ↑  Thacker 2010، صفحات 326–329.
183. ↑  Evans 2005، صفحات 338–339.
184. ↑  Kershaw 2008، صفحات 352, 353.
185. ↑  Longerich 2015، صفحات 380–382.
186. ↑  Longerich 2015، صفحات 381, 382.
187. ↑  Evans 2005، صفحة 696.
188. ↑  Thacker 2010، صفحة 212.
189. ↑  Manvell & Fraenkel 2010، صفحات 155, 180.
190. ↑  Longerich 2015، صفحات 422, 456–457.
191. ↑  Manvell & Fraenkel 2010، صفحات 185–186.
192. ↑  Longerich 2015، صفحة 693.
193. 1 2  Manvell & Fraenkel 2010، صفحة 188.
194. ↑  Manvell & Fraenkel 2010، صفحة 181.
195. ↑  Longerich 2015، صفحة 470.
196. ↑  Manvell & Fraenkel 2010، صفحة 190.
197. ↑  Longerich 2015، صفحات 468–469.
198. 1 2  Longerich 2015، صفحة 509.
199. ↑  Longerich 2015، صفحات 510, 512.
200. ↑  Thacker 2010، صفحات 235–236.
201. ↑  Longerich 2015، صفحات 502–504.
202. ↑  Thacker 2010، صفحات 246–251.
203. ↑  Longerich 2015، صفحة 547.
204. ↑  Longerich 2015، صفحة 567.
205. ↑  Longerich 2015، صفحة 615.
206. ↑  Thacker 2010، صفحات 269–270.
207. ↑  Kershaw 2008، صفحات 749–753.
208. ↑  Longerich 2015، صفحات 549–550.
209. ↑  Longerich 2015، صفحات 553–554.
210. ↑  Longerich 2015، صفحة 555.
211. ↑  Thacker 2010، صفحة 255.
212. ↑  Thacker 2010، صفحة 256.
213. ↑  Goebbels 1944.
214. ↑  Longerich 2015، صفحة 577.
215. ↑  Thacker 2010، صفحات 256–257.
216. ↑  Longerich 2015، صفحة 594.
217. ↑  Longerich 2015، صفحات 607, 609.
218. ↑  Longerich 2015، صفحة 611.
219. ↑  Thacker 2010، صفحات 268–270.
220. ↑  Longerich 2015، صفحات 622–623.
221. ↑  New York Times, 8 April 1944.
222. ↑  Longerich 2015، صفحات 627–628.
223. ↑  Longerich 2015، صفحة 634.
224. ↑  Longerich 2015، صفحة 637.
225. ↑  Evans 2008، صفحات 623–624.
226. ↑  Longerich 2015، صفحات 637–639.
227. ↑  Longerich 2015، صفحة 643.
228. ↑  Thacker 2010، صفحة 282.
229. ↑  Longerich 2015، صفحة 651.
230. ↑  Longerich 2015، صفحات 660.
231. ↑  Evans 2008، صفحة 675.
232. ↑  Miller & Schulz 2012، صفحة 334.
233. ↑  Thacker 2010، صفحة 284.
234. ↑  Evans 2008، صفحة 676.
235. ↑  Balfour 1979، صفحة 109.
236. ↑  Balfour 1979، صفحات 103–110.
237. ↑  Reuth 1994، صفحات 251, 282, 287, 291, 295, 297, 349–351.
238. ↑  Carsten 1989، صفحات 751–756.
239. ↑  Thacker 2010، صفحة 292.
240. ↑  Kershaw 2008، صفحات 892, 893, 897.
241. 1 2  Thacker 2010، صفحة 290.
242. ↑  Thacker 2010، صفحة 288.
243. ↑  Kershaw 2008، صفحات 897, 898.
244. ↑  Kershaw 2008، صفحات 924, 925, 929, 930.
245. ↑  Thacker 2010، صفحة 289.
246. ↑  Thacker 2010، صفحة 291.
247. ↑  Thacker 2010، صفحة 295.
248. ↑  Kershaw 2008، صفحة 918.
249. ↑  Kershaw 2008، صفحات 918, 919.
250. ↑  Kershaw 2008، صفحات 913, 933.
251. ↑  Kershaw 2008، صفحات 891, 913–914.
252. ↑  Thacker 2010، صفحة 296.
253. ↑  Kershaw 2008، صفحة 932.
254. ↑  Kershaw 2008، صفحة 929.
255. ↑  Thacker 2010، صفحة 298.
256. ↑  Vinogradov 2005، صفحة 154.
257. ↑  Dollinger 1967، صفحة 231.
258. ↑  Beevor 2002، صفحات 342, 343.
259. ↑  Beevor 2002، صفحة 343.
260. ↑  Beevor 2002، صفحات 343, 344.
261. ↑  Kershaw 2008، صفحة 950.
262. ↑  Kershaw 2008، صفحات 949, 950.
263. ↑  Shirer 1960، صفحة 1128.
264. 1 2  Longerich 2015، صفحة 686.
265. ↑  Kershaw 2008، صفحة 955.
266. ↑  Misch 2014، صفحة 173.
267. ↑  Vinogradov 2005، صفحة 157.
268. ↑  Vinogradov 2005، صفحة 324.
269. ↑  Bundesarchiv.
270. ↑  Vinogradov 2005، صفحة 156.
271. 1 2  Beevor 2002، صفحات 380, 381.
272. 1 2 3  Joachimsthaler 1999، صفحة 52.
273. 1 2  Beevor 2002، صفحة 381.
274. ↑  Fest 2004، صفحات 163–164.
275. ↑  Vinogradov 2005، صفحات 111, 333.
276. ↑  Vinogradov 2005، صفحة 333.
277. ↑  Vinogradov 2005، صفحات 335, 336.
278. ↑  Longerich 2015، صفحة 391.
279. ↑  Longerich 2015، صفحات 159, 160.
280. ↑  Longerich 2015، صفحة 160.
281. ↑  Thacker 2010، صفحة 179.
282. ↑  Longerich 2015، صفحات 317, 318.
283. 1 2  Longerich 2015، صفحة 392.
284. ↑  Manvell & Fraenkel 2010، صفحة 170.
285. ↑  Longerich 2015، صفحات 392–395.
286. ↑  Longerich 2015، صفحات 391, 395.
287. ↑  Manvell & Fraenkel 2010، صفحات 167–169.
288. ↑  Longerich 2015، صفحة 317.
289. ↑  Thacker 2010، صفحة 204.
290. ↑  Longerich 2015، صفحة 152.
291. ↑  Manvell & Fraenkel 2010، صفحة 165.
292. ↑  Thacker 2010، صفحة 149.
293. ↑  Der Spiegel 1967.